# Строительство Магнитогорского металлургического комбината

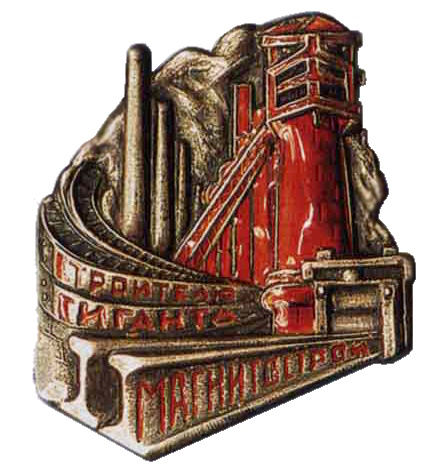
Знак «Строителю гиганта. Магнитострой». 1931 г. Награждались вольнонаёмные, сотрудники ОГПУ и заключённые.

Строи́тельство Магнитого́рского металлурги́ческого комбина́та («Магнитка», «Магнитострой»), который впоследствии станет крупнейшим металлургическим предприятием СССР и главным предприятием города Магнитогорск, началось в 1929 году на берегу реки Урал в Уральских горах в Челябинской области, первый чугун комбинат дал в 1932 году, первую сталь — в 1933 году, первый прокат — в 1934 году, став предприятием полного цикла. Одна из главных строек эпохи первых пятилеток.
Об огромных запасах железной руды у Магнитной горы было известно с XVIII века. До Революции руда добывалась бессистемно в незначительных количествах. В 1920-е годы силами советских, американских и западноевропейских специалистов началось проектирование комбината, который должен был стать частью второй металлургической базы СССР после востока Украины (Донбасс). 
В строительстве участвовали вольнонаёмные (бывшие крестьяне и кочевники, советские рабочие, иностранные рабочие, комсомольцы и энтузиасты) и невольные (спецпереселенцы, заключённые), казаки, различные национальности (от американцев до казахов), крайне разнородно было социальное происхождение рабочих-строителей (от бывшей царской элиты до ссыльных махновцев и неграмотных кочевников, впервые в жизни увидивших поезд). Строительством руководило управление (затем трест) Магнитострой.
Строительство велось в условиях экстремального климата, штурмовщины, сжатых сроков, сложных бытовых условий. Особенно тяжёлым было положение заключённых, страдавших недоеданием, работавших на морозе без тёплой одежды, что вызвало среди них массовую смертность. Наиболее интенсивная работа велась во время «осеннего штурма» 1931 года, когда ежедневно, словно с фронта, областная газета публиковала сводки о ходе строительства, а директор комбината отчитывался о процессе руководству страны. В результате крупнейшее предприятие было построено в рекордные сроки. Подстёгивать энтузиазм строителей была призвана культурная жизнь, театр и литература, развитию которых способствовал партийный и революционный деятель Р. М. Хитаров. В местном литературном объединении «Буксир» насчитывалось около ста писателей и поэтов, многие из них непосредственно участвовали в строительстве и посвящали свои произведения трудовым подвигам. Поддержку им оказывали известные советские литераторы (М. Горький, А. П. Гайдар и другие). Лицом рабочего класса СССР был В. Е. Калмыков — магнитогорский ударник, чьи фотографии М. В. Альперта увидел весь мир на страницах журнала USSR in Construction («СССР на стройке»). Магнитогорск стал всемирно известной «витриной эпохи индустриализации».
Серьёзный урон по Магнитке нанёс большой террор. Было расстреляно или отправлено в лагеря большинство руководителей, в том числе Я. С. Гугель, Л. М. Марьясин, К. Д. Валериус, которые по словам выжившего А. П. Завенягина внесли основной вклад в строительство.  Жестокие репрессии прошлись по иностранцам, особенно по немцам и полякам, несмотря на то, что многие из них были коммунистами и бежали в СССР от фашистских режимов. Был расстрелян В. Е. Калмыков и множество других первостроителей.

## Предыстория

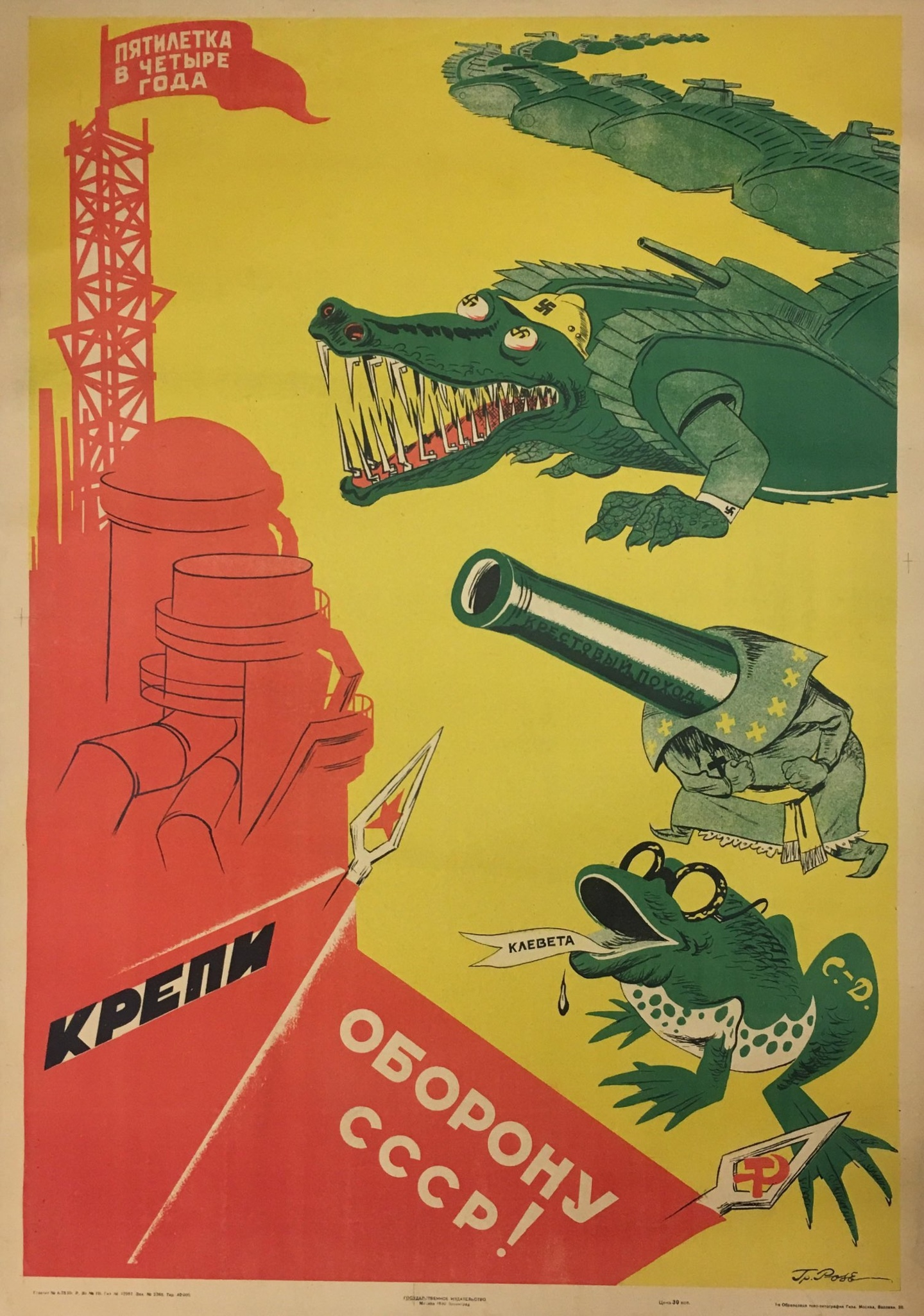
Плакат «Крепи оборону СССР!» изображает доменные печи и врагов — фашизм, религию, социал-демократию. 1930 г.

Сталинское руководство стремилось приспособиться к континентальному географическому расположению России, начав экономическое освоение внутренних районов, отдалённых от границ и морей. В частности, на Урале должна была быть создана мощная промышленная база по освоению и использованию полезных ископаемых, приближенная к месторождениям и в то же время отдалённая от потенциальных военных противников.
«Торгово-промышленная газета» сообщала в январе 1926 года: 

На Урале предположено построить завод «Гигант» (в Троицком округе, у горы Магнитной). В связи с этим была командирована специальная комиссия для выбора места постройки. Комиссией избран район Средне-Уральского посёлка. Уралсовнархозом место это одобрено, предложено тресту «Южурал» произвести изыскание широкой колеи железнодорожной линии Белорецк-Магнитная

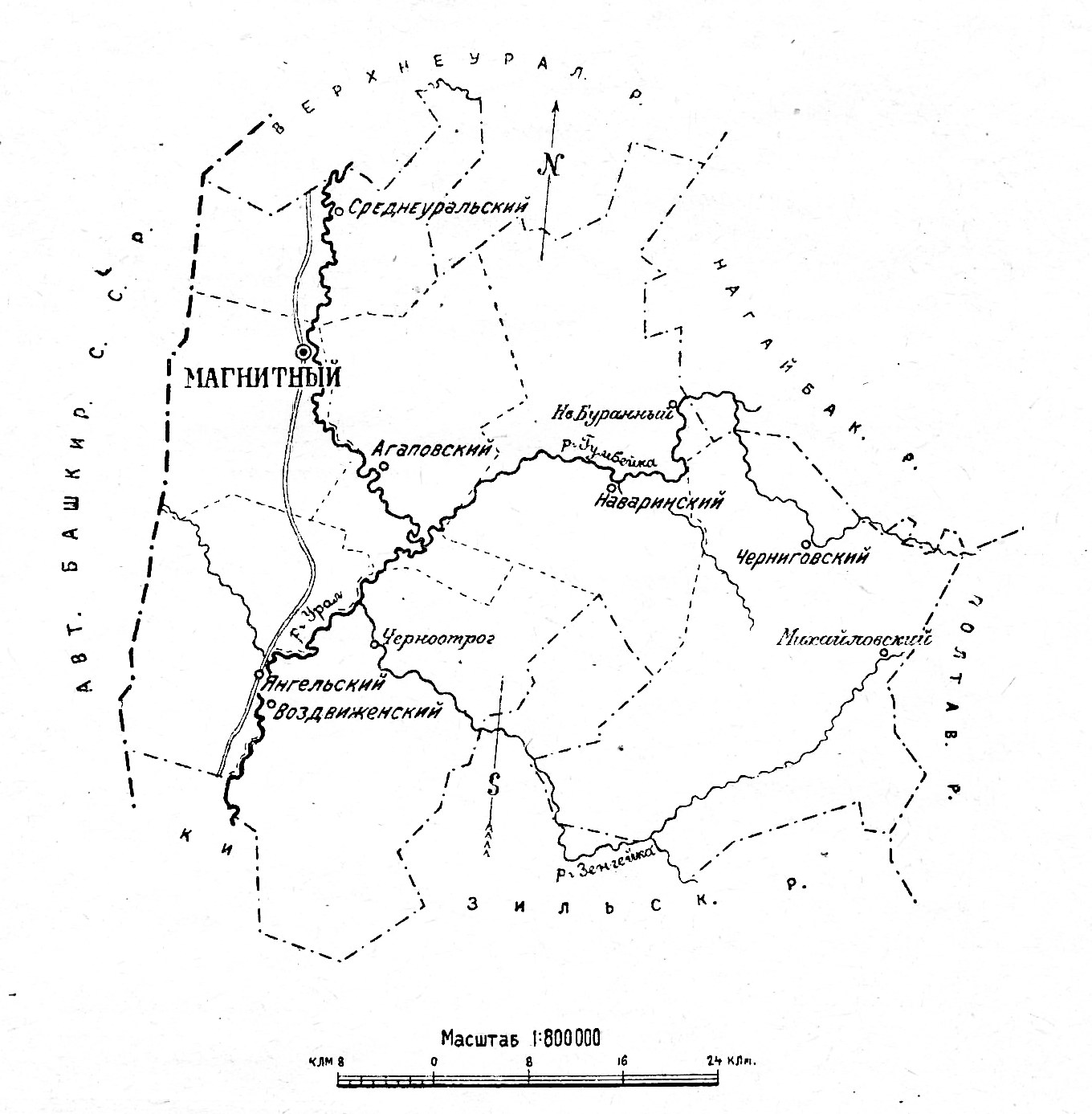
Карта Магнитного района Троицкого округа Уральской области. Слева вверху — Магнитный (станица Магнитная), Среднеуральский, Агаповский сельсоветы. Первые два в настоящее время находятся в границах Магнитогорска, а Агаповка — село рядом с городом.

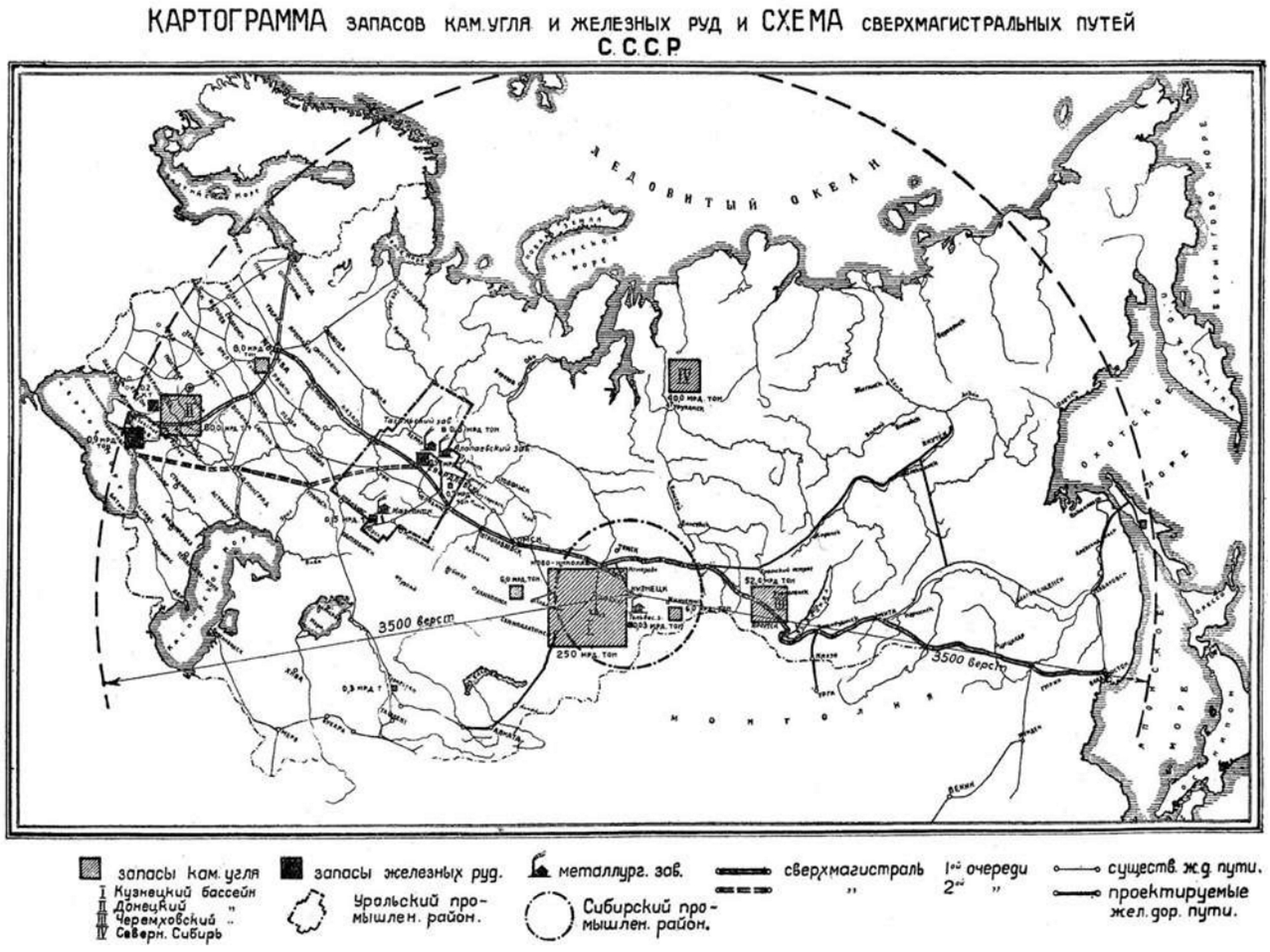
Картограмма запасов каменного угля, железных руд и проект сверхмагистральных путей СССР. 1925 г.

Против расположения завода у Магнитной горы (тогда это Магнитный район Троицкого округа Уральской области, сейчас — часть города Магнитогорск в Челябинской области) выступали украинские экономисты из украинского отделения Госплана, считавшие, что из-за отсутствия вблизи Магнитной источника энергии в виде коксующегося угля, постройка завода там не выгодна, а инвестиции следовало бы направить на Украину. На совместном заседании президиумов Госплана и ВСНХ в 1927 году председатель ВСНХ В. И. Межлаук указал, что экономия денег при выборе места стротельства — не основной фактор, учитывать также следует стратегические соображения: 
- расположение завода на Урале предохраняло бы его от атак возможного военного противника;
- завод служил бы базой для освоения восточных районов страны и способствовал бы более равномерному распространению промышленности по территории страны;
- пропагандистская роль завода, возникающего посреди пустой степи.

Для магнитогорского завода требовалось использовать коксующийся уголь Кузбасса, что породило концепцию Урало-Кузнецкого комбината — второй металлургической базы СССР после востока Украины (Донбасс).

## Проектирование в 1925—1929-х годах
В 1926 году окончательно утверждено место постройки завода и города Магнитогорск у Магнитной горы, на левом (восточном) берегу реки Урал. Тогда же завершилась экспедиция профессора А. Заварицкого, в ходе которой пробурили 51 скважину. В этом же году началось строительство железнодорожной ветки к Магнитной горе, было отсыпано и подготовлено к укладке путей земляное полотно, однако строительство забуксовало и весь 1927 год на площадке практически ничего не происходило.
Разработкой проекта завода занялись свердловское Уралпроектбюро и ленинградский Гипромез. В начале 1928 года свердловские проектировщики выпустили проект завода, который тут же подвергся жёсткой критике. Затем проект отправился на переработку в Ленинград. 1928 год фактически оказался потерянным для проектирования. Итог своей работы — проект, далёкий от рабочих чертежей, — Гипромез представил в 1929 году. К этому времени проект устарел, поскольку руководство СССР значительно повысило показатели по выпуску металла на первый пятилетний план. Проектная мощность магнитогорского завода увеличивалась несколько раз в течение года: если проект 1928 года предусматривал выпуск 656 тонн чугуна в год, то к концу 1929 года цифра выросла до 1,6 млн тонн. Отчасти увеличению мощности способствовало лоббирование проекта уральскими властями. Кроме того, задание требовало использования «последнего слова в технике». Реализация такого проекта, по оценке С. Коткина, требовала экстраординарных усилий.
В это время крупнейшим комбинатом (интегрированным заводом) в мире был U.S. Steel в Гэри (США), спроектированный Henry Freyn and Co. Не исключено, что идею построить в СССР аналог комбината U.S. Steel подал И. В. Сталин. В виду нехватки квалифицированных советских инженеров в 1920-е годы к промышленному проектированию привлекались силы иностранных компаний. В 1928 году в офис Гипромеза прибыли чикагские инженеры из Henry Freyn and Co, президент которой назвал заказ на проектирование магнитогорского завода «чрезвычайно интересным», но по неясным причинам к 1929 году Henry Freyn and Co была отстранена от проектирования.
В ноябре 1928 года уже решались кадровые вопросы будущего управления строительства завода — Магнитостроя.

## 1929 год

### Зеленцов
31 января 1929 года приказом № 375 ВСНХ СССР был создан Магнитострой. Было принято решение о начале строительства завода. Начальником стал С. М. Зеленцов — старый большевик, руководивший Гипромезом. Его хорошо знали лично И. В. Сталин, В. М. Молотов, Г. К. Орджоникидзе, В. В. Куйбышев. Руководил работами он из Свердловска.

### Прибытие Сулимова, Брусова и Смольянинова на стройку
Первым магнитостроевцем стал А. И. Сулимов — сначала эсер, затем большевик и участник Гражданской войны, после которой восстанавливал Белорецкий металлургический завод. 
29 января 1929 года А. И. Сулимов, работавший тогда в потребсоюзе, был командирован из Златоуста по распоряжению Уралобкома в Свердловск. Цель своей срочной командировки А. И. Сулимов узнал, только прибыв в Уралобком. Там ему сообщили, что правительство приняло решение начать строительство Магнитогорского металлургического завода, и он в качестве уполномоченного Уралпотребсоюза должен организовать снабжение.
4 февраля А. И. Сулимов прибыл в станицу Магнитную. Там у него сложились конфликтные отношения с местными казаками. При поддержке местного партактива он поддерживал раскулачивание казаков Магнитной, а их недвижимость переводил в распоряжение приезжающих первостроителей, вербовка которых на стройку была развёрнута в окружающих районах.
В марте появились первые строители на стройплощадке завода. Первым рабочим-строителем стал бригадир-плотник «богатырского сложения» и ветеран Гражданской войны Дмитрий Порфирьевич Брусов, который привёл свою бригаду на стройплощадку пешком из Троицка. Началось возведение вспомогательных сооружений. Д. П. Брусов стал одним из самых уважаемых людей стройки. Старый большевик В. А. Смольянинов, которого в июне назначили начальником Магнитостроя, говорил о Д. П. Брусове так: «Что такое Магнитострой? Магнитострой — это Порфирьич». К Порфирьичу на «вечерний костерок с ухой» приходили А. И. Сулимов, Б. П. Боголюбов, И. А. Соколов, Ч. Ильдрым, Я. С. Гугель — «весь цвет первых лет Магнитостроя». 

### Первые поезда
Местную строительную контору Магнитостроя в 1929 году возглавлял уральский рабочий, член партии Г. Д. Бессонов. В 1929 году проект завода ещё не был готов и велись в основном подготовительные работы: освоение стройплощадки, создание базы стройки, заложено здание заводоуправления, выстроены первые бараки, бани, два киноклуба, гаражи, пожарное депо, складские помещения, конные дворы и временная электростанция. Работы велись практически вручную: на всю стройплощадку была одна бетономешалка и одна камнедробилка. Экскаваторы поначалу грузили землю в конные грабарки.
В июне вместе со своим заместителем Г. А. Зобниным и секретарём райкома И. И. Хвастуновым Г. Д. Бессонов занимался в основном строительством железной дороги. 30 июня 1929 года к Магнитной горе прибыл поезд с делегациями партийных и советских руководителей. Поезд встречали первостроители, казаки, приехавшие на верблюдах кочевники, которые впервые видели поезд. А. И. Сулимов организовал для местного населения продажу дефицитных продуктов. Затем прошёл митинг. По воспоминаниям А. И. Сулимова, на трибуне выделялся только хорошо одетый главный инженер Магнитостроя В. А. Гассельблат: как беспартийный специалист он получал большой оклад. Однако, не умев произносить агитационные речи, В. А. Гассельблат быстро замолк. Шокировал присутствовавших В. А. Смольянинов, сказав, что планируемые мощности металлургических заводов — мизерны и «надо перенимать опыт американцев». 
Переговоры с американской фирмой Arthur McKee Company начались в 1929 году. Советскую делегацию, отправившуюся в США освоивать передовой опыт, возглавил В. А. Смольянинов. С. Орджоникидзе, руководивший тяжёлой промышленностью, подчёркивал, что «требование о том, чтобы перегнать Америку», будет иметь под собой реальную почву только, когда удасться перенять достижения американской техники. 
Другими западными компаниями, включёнными в проектирование и строительство, были: «Копперс» (США, коксохимическое производство), АЕГ (Германия, электростанция с генератором на 50 МВт), «Крупп и Рейсман» (Германия, огнеупорное производство), «Трайлор» (США, горнорудное хозяйство).
Большим событием стала отправка на уральские заводы первых вагонов с магнитогорской рудой. Осенью 1929 года готовились котлованы под фундаменты основных сооружений завода. К этому времени число строителей составляло более 2 тысяч, а к концу года достигло 6700 человек.

## 1930 год

### «Магнитогорский рабочий»
1930 год начался с выпуска первого номера новой газеты — «Магнитогорский рабочий». В целях пропаганды индустриализации в ноябре 1930 года вышел в свет специальный номер газеты: тиражом в 250 тысяч экземпляров он был распространён по всей стране. Газета стала своеобразным летописцем героического строительства. 

 Мы жили в палатке с зелёным оконцем,

 Промытой дождями, просушенной солнцем,

 Да жгли у дверей золотые костры

 На рыжих каменьях Магнитной горы.

### Ильдрым и Шмидт
2 января 1930 года заместителем управляющего Магнитостроя был назначен член Коммунистической партии Азербайджана Ч. Ильдрым — металлург, друг С. М. Кирова и С. Орджоникидзе, в годы Гражданской войны проявивший себя в освоении природных богатств Азербайджана. После отъезда В. А. Смольянинова для изучения металлургического опыта в США Ильдрым стал де-факто начальником стройки, с его именем связаны все крупные события 1930 года. В. И. Машковцев дал такую характеристику Ильдрыму:

Ходил Ильдрым летом и зимой в кудрявой папахе, в кавказских остроносых сапожках, был человеком горячим и вспыльчивым, неугомонным, но на Магнитострое его любили. Легковая машина «Форд» с номером «Ж-11-18», на которой ездил Чингиз Ильдрым, появлялась то и дело на самых ответственных участках Магнитостроя. Ильдрым вмешивался во все дела стройки и быта рабочих, для него нигде не было мелочей. В своих требованиях и устремлениях он опережал время. В. А. Гассельблат и Ч. И. Ильдрым первыми заговорили об экологическом ущербе, который может принести Магнитогорский металлургический завод, [предлагая перенести строительство завода на правый берег] но к их мнению тогда не прислушались. 
Постройка моста требовала 15 миллионов рублей, усложнились бы и транспортные проблемы, поэтому строительство предприятия было оставлено на левом берегу. В июне 1930 года обеспокоенный медленными темпами строительства Ч. Ильдрым писал С. Орджоникидзе:

Все те же цыганские лошадки, клячи, грабари те же, пять штук тракторов (28 автогрузовиков, из них 5-6 больны всегда), 3 экскаватора, две лесопильные рамы и всякая прочая хурда-мурда, между тем как постановление партии и правительства дать металл к октябрю 1931 года должно быть реализовано во что бы то ни стало и без всяких ссылок на какие бы то ни было причины. Срок обязательства не за горами. Нужна решительная помощь всех звеньев нашей общественности, наших организаций, ибо колоссальная доля выполнения темпов зависит от аккуратности и внимания организаций, предприятий, с которыми мы связаны. «Магнитострой», собственно говоря, как выразился Мироныч, — «пуп пятилетки»… Два слова о проектах. Генеральный план получили. Проекты должны прислать из Америки 15 июля. Разбивку цехов произвели, ведём земляные работы на площадке домен и плотины, но мало рельсов, вагонеток, нет паровозов, мало экскаваторов, преступно мало тракторов, прицепов, автомобилей.
В феврале 1930 года начальником Магнитостроя стал член партии Я. П. Шмидт, которого В. И. Машковцев охарактеризовал как «идеологически закомплексованного».

### Закладка домны № 1
1 июля 1930 года при участии Я. П. Шмидта, Ч. Ильдрыма, иностранных инженеров под красным знаменем заложена первая домна. В первый символический куб бетона была заложена капсула с текстом: «на 13-м году существования Советской власти сего числа 14 000 рабочих по постройке Магнитогорского металлургического гиганта произвели закладку 1-й домны». После закладки сыграл оркестр, а Ч. Ильдрым исполнил лезгинку. Через несколько дней торжественно заложен первый капитальный жилой дом Соцгорода Магнитогорска. 

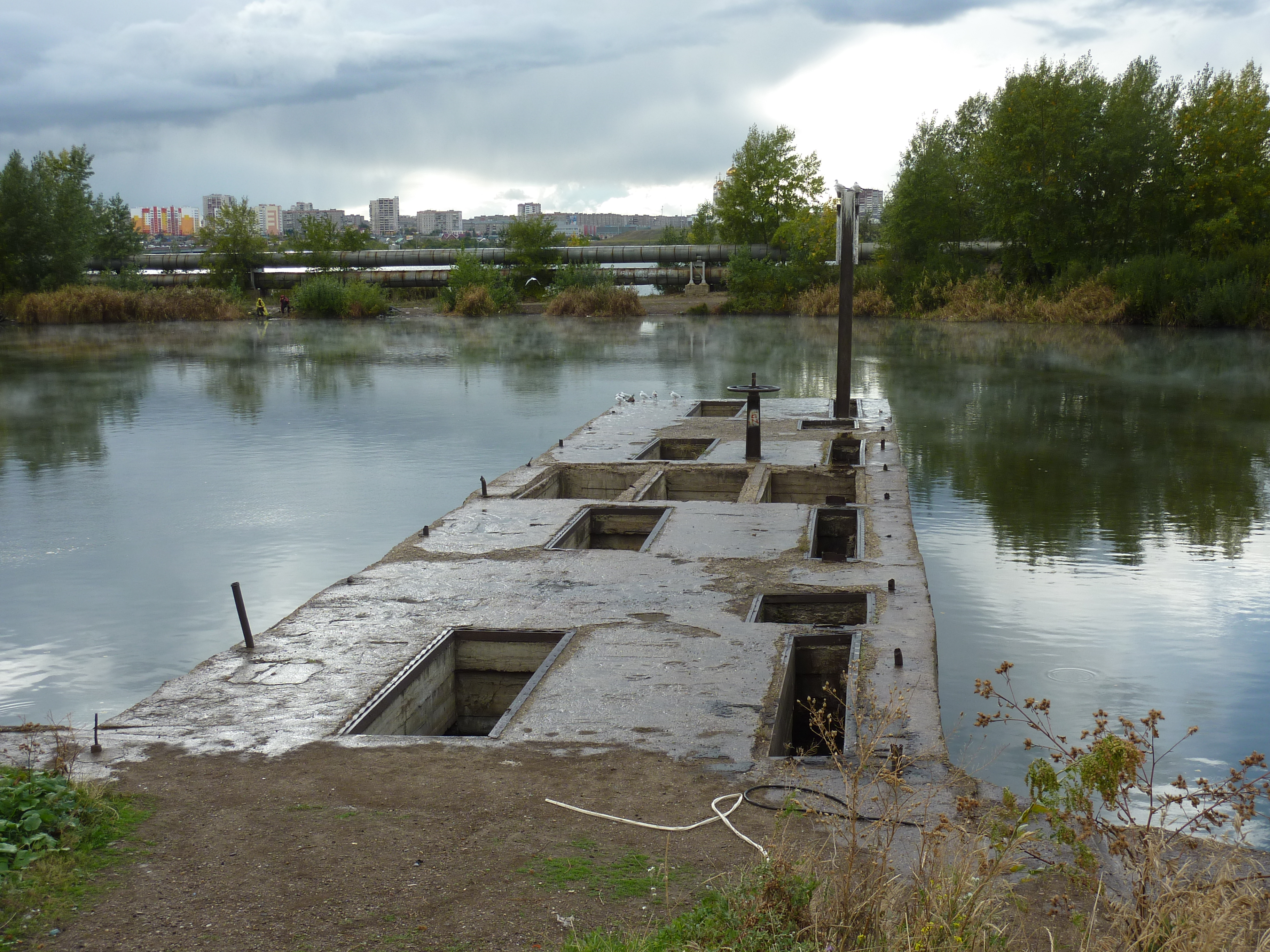
Остатки водосливных сооружений первой плотины

20 июля начались земляные работы на площадке центральной электростанции, осенью возник котлован для рудообогатительной фабрики, началось строительство динасового и шамотного цехов, бетонитового комбината. 

### Начало возведения первой плотины
Главной драматической «эпопеей» зимы 1930/31 годов стало возведение плотины через Урал, который был маловодной рекой, но для огромного комбината требовался огромный расход воды. На этот объект были отправлены наиболее ценные кадры. Начальником строительства был назначен прибывший из Москвы инженер М. К. Степанов. Проект плотины с земляной дамбой без флютбета был разработан, как писал В. И. Машковцев, советскими инженерами. По книге И. Ф. Галигузова и М. Е. Чурилина, проект вначале выполнялся американцами, а советский коллектив во главе с Г. О. Графтио внёс в него ряд дополнений и исправлений. Призыв «Все на плотину!» звучал с трибун, страниц газет и митингов.
Было принято решение завершить возведение плотины к годовщине Революции 7 ноября. Строители провели на плотине демонстрацию. Однако выяснилось, что без флютбета плотина не выдержит заполнения водоёма весной.

### Прибытие иностранных специалистов
В марте 1930 года подписан договор с Arthur McKee Company, имевшей значительно бо́льший опыт в проектировании современных металлургических предприятий, нежели советские специалисты. Фирма должна была разработать проект предприятия производительностью в 2,5 млн тонн металла в год с учётом дальнейшего увеличения мощности.
На Магнитострое осталась добрая память о вице-президенте "Мак-Ки" мистере Хейвене, инженерах Стеке, Геррисе, Гергардте. Особенно большой авторитет на Магнитострое имели Геррис, представители фирмы "Трайлор" - Робинс и Гергардт, награжденный почетным значком "Ударник Магнитостроя". Первые представители фирмы "Мак-Ки", инженеры Струвен и Мак-Морей прибыли на Магнитострой 30 мая 1930 года.

## 1931 год

### Гугель
В середине 1930 года в советской промышленности начался спад. Строительство индустриальных гигантов на Урале и в Сибири затягивалось. Магнитогорск представлял из себя огромную стройплощадку, страдавшую от постоянных смен руководителей, условия быта строителей и состояние городской инфраструктуры не выдерживали никакой критики. Газета «На смену!» обратилась с письмом к члену ЦК И. В. Косиору, который в марте 1930 года посещал Магнитострой: «строительство магнитогорского гиганта, вернее, подготовительные работы, ведутся рабскими, разгильдяйскими, безобразнейшими темпами».
В январе 1931 года пост начальника стройки занял член партии Я. С. Гугель, который уже успел побыть и рабочим и руководителем нескольких предприятий (впервые стал директором предприятия в 26 лет). На его период произошли ключевые события в истории стройки. В. И. Машковцев описывал его как живого, общительного, с ироничным проницательным взглядом; «он быстро стал любимцем молодежи, строителей».

### Завершение первой плотины
Завершение строительства флютбета плотины велось в условиях суровых морозов, ветров, рабочим приходилось стоять по колено в ледяной воде. Американские инженеры предлагали соорудить для возведения фундаментов бетонораспределительную мачту. Но советские специалисты во главе с М. Н. Степановым решили провезти эстакаду, для экономии вести бетонирование без тепляков. Ежедневно плотину посещал Я. С. Гугель, у которого от цементной пыли посерела бобровая шапка, а пальто растрескалось.
Я. С. Гугель вспоминал о трудовом порыве этой зимы, приводя пример Н. Шайхутдинова, который во время разработки грунта уронил в воду лом. Бетонирование нельзя было откладывать и Шайхутдинов бросился в воду. Достали его из воды, едва не замёрзшего, с ломом в руке.
5 апреля 1931 года флютбет был завершен и плотина, названная именем IX съезда комсомола, вступила в строй. Из остатков бетона строители соорудили постамент под бюст В. И. Ленина. Утверждалось, что она стала самой длинной в мире железобетонной многоарочной плотиной: её длина составила 1100 м. И. Фрейдин в своем путеводителе по СССР 1937 года характеризовал её как «одну из величайших в мире».
Среди отличившихся на плотине выделяют инженера М. А. Тамаркина, который, по оценке Я. П. Шмидта, был «боевым, полным энергии» специалистом, который по 24 часа мог не уходить со стройки. Впоследствии М. А. Тамаркин перебрался на Вагонстрой, где руководил стройкой огромного вагоностроительного корпуса.

### Приезд Ворошилова

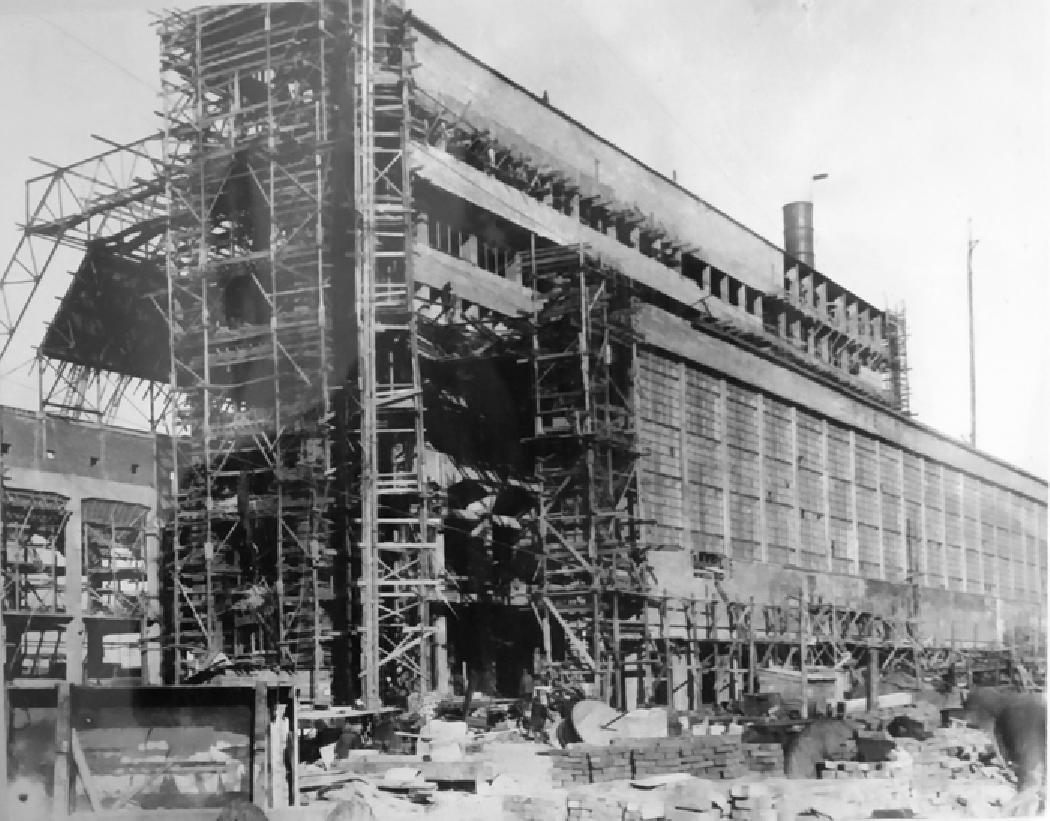
Строящаяся электростанция. 1930—1931 гг.

Шпиономания привела к распространению слухов о том, что руды в Магнитной горе нет, а значит комбинат строится вредительски. Арест Гассельблата в ноябре 1930 года, аресты других руководителей, только поспособствовали массовому психозу. В Магнитогорск для проверки был направлен К. Е. Ворошилов. Начальник рудника В. А. Гончаренко вспоминал, что К. Е. Ворошилов «нагрянул неожиданно, как снег на голову» в сентябре 1931 года. Ни геологические изыскания, ни уступы на открытых выработках, показанные Я. С. Гугелем, не убедили наркома. По воспоминаниям, на руднике К. Е. Ворошилов взял палку и махнул ею, сказав: «рубите штольню в данном направлении». ОГПУ направило на круглосуточные работы 2 тысячи заключённых. К. Е. Ворошилов спустился в штольню и лично убедился в реальности руды. В. И. Машковцев писал, что К. Е. Ворошилов проявил себя в Магнитогорске жестоким руководителем: рабочие стали выходить на работу строем, как красноармейцы, а к спецпереселенцам  поставили часовых с винтовками.

### Осенний строительный штурм
По инициативе ударников выдвинули призыв пустить первую домну осенью 1931 года — срок нереальный, но считалось, что и нереальные лозунги ускоряют работу.

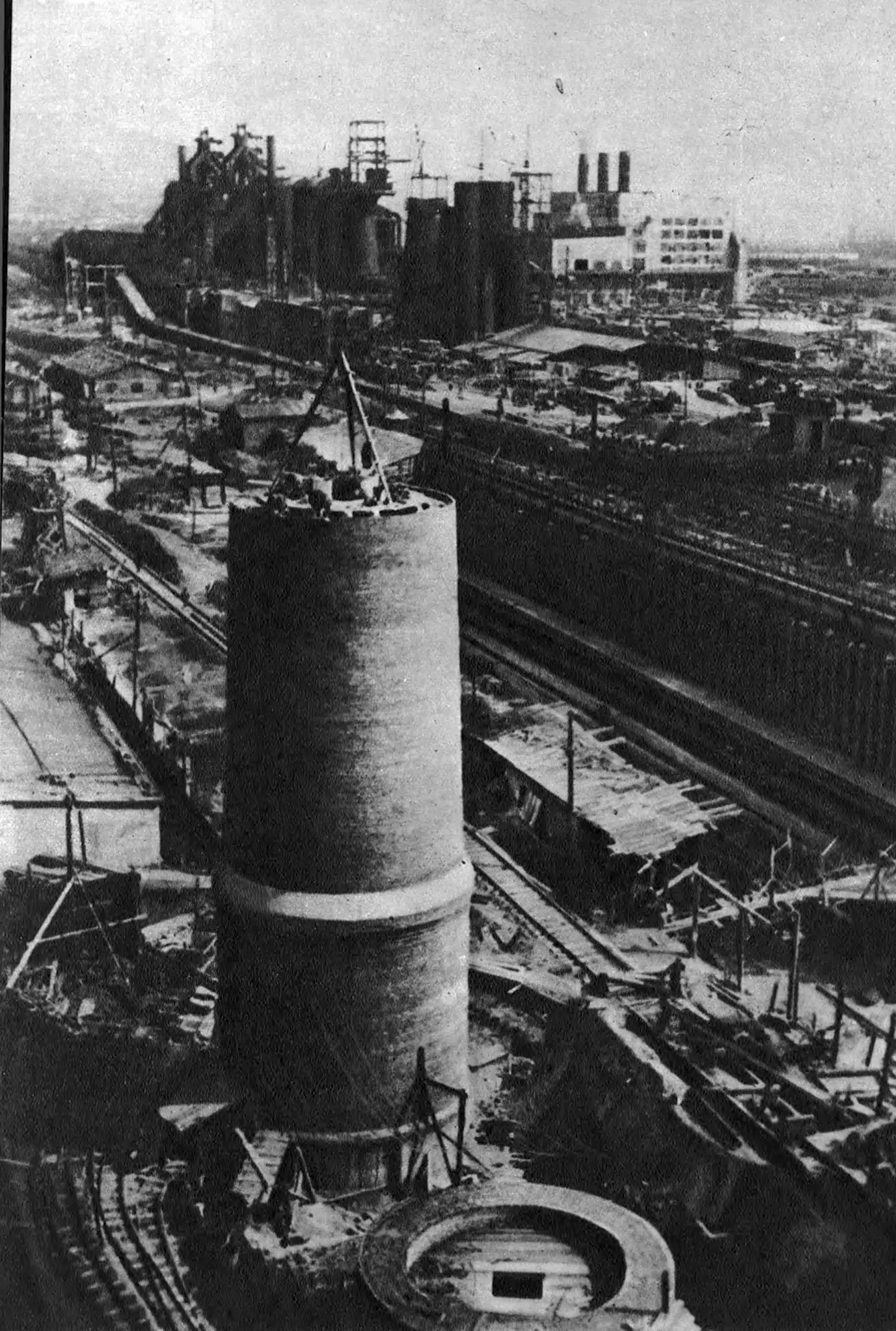
Вид на домны (вдали) со стороны коксохимического производства. 1932 г.

20 августа горком объявил о начале 40-дневного строительного штурма. По мнению К. Д. Бугрова, это была «отчаянная попытка» Я. С. Гугеля пустить завод в кратчайший срок, использовав в качестве своеобразного маяка годовщину Октябрьской революции, и «возможно, самая эпическая календарная гонка из всех, какие видел Урал эпохи индустриализации». 
Призыв «Все на плотину!» сменился лозунгом «Домну в срок!». Главная областная газета «Уральский рабочий» ежедневно публиковала сводки о ходе строительного штурма. Почти каждый день о ходе работ Я. С. Гугель докладывал С. Орджоникидзе. Строительство подстёгивалось соревнованием между ударными бригадами, соревновавшимися за Красное знамя Веддинга, пригорода Берлина, известного как оплот восстания германских коммунистов. По данным И. Ф. Галигузова и М. Е. Чурилина, некоторые бригады арматурщиков, бетонщиков и плотников работали по 18-21 часов подряд в погоне за рекордами, огнеупорщики перевыполняли норму по укладке кирпичей в несколько раз.
7 ноября было сообщено: «Магнитогорский металлургический и коксохимический комбинат ко дню 14 годовщины Октября вступает в испытательную проверку». В конце года запущены центральная электростанция, коксовая батарея № 8 (первая введённая в эксплуатацию батарея), вступил в строй рудник.

## 1932 год

### Запуск доменной печи № 1
15 января 1932 года СТО утвердил акт, признающий первую доменную печь готовой к пуску. Однако пуск печи зимой, в 30-градусные морозы и при сильных ветрах был уникальным случаем в мировой практике. Против этого рискованного шага выступило руководство Arthur McKee Company, которому советская сторона задерживала выплаты. Вице-президент компании У. Хейвен в письме Ч. Ильдрыму писал, что это решение ставит «в опасность жизнь русских и американских операторов и также нашу репутацию». В официальном меморандуме фирмы, снявшей с себя всякую ответственность за последствия зимнего пуска, говорилось: «Риск для завода, оборудования и жизней рабочих не может быть оправдан какими-либо экономическими соображениями». У. Хейвен выезжал в Москву и на встрече с С. Орджоникидзе безуспешно пытался убедить наркома отложить пуск до весны. 22 января С. Орджоникидзе телеграфировал в Магнитогорск, разрешив пуск домны к XVII партконференции. 26 января началась загрузка домны. У. Хейвену руководством Arthur McKee Company было поручено прекратить всякое сотрудничество и немедленно возвращаться в США, но советские власти всё же убедили его хотя бы посмотреть на доменную печь в работе.

В ночь с 30 на 31 января, как и предполагали американцы, планам помешали морозы: на одном из колодцев случился прорыв воды и всю ночь строители грели костры и вскрывали мёрзлый грунт, чтобы добраться до повреждённой трубы.

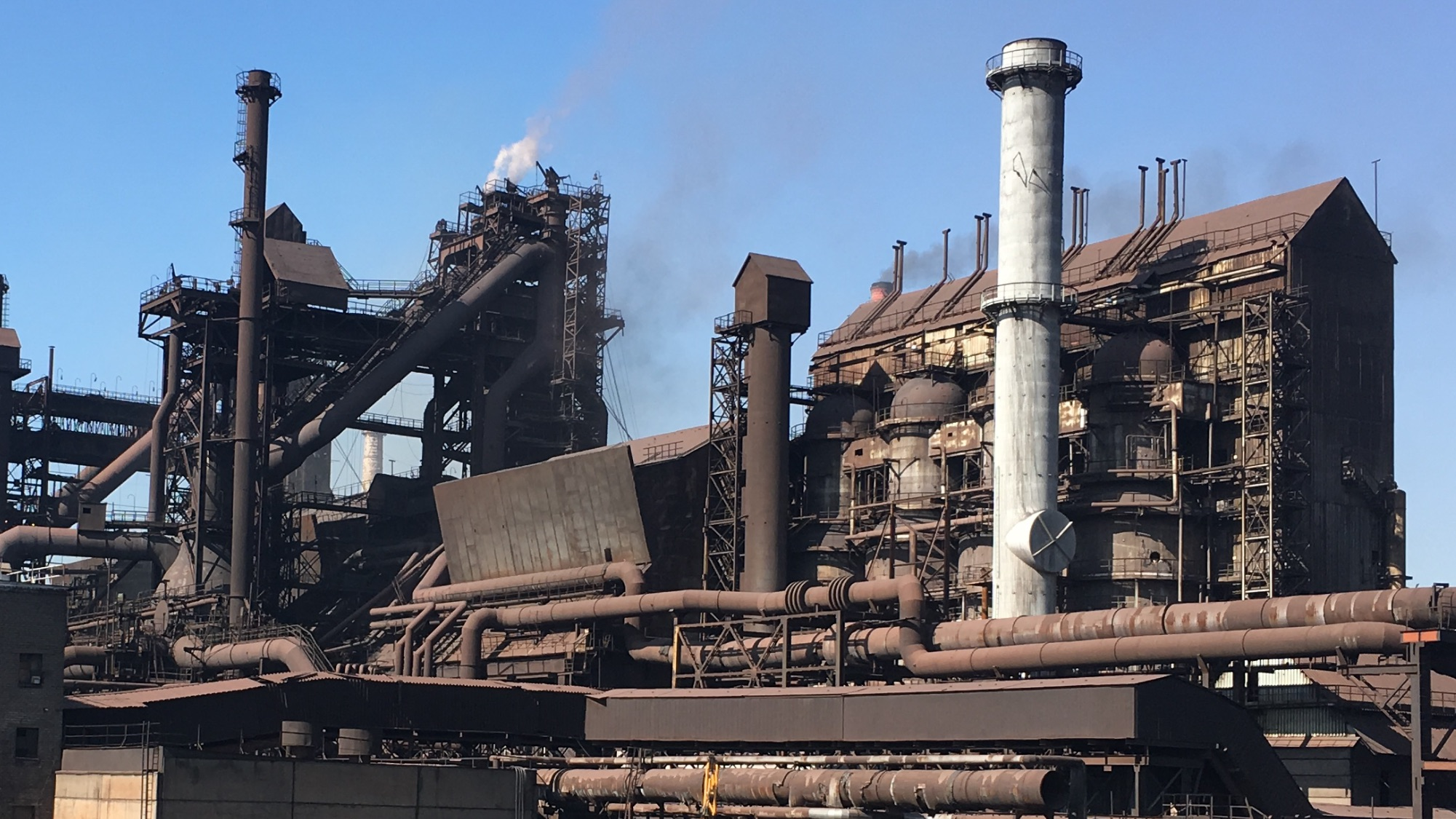
Доменная печь № 1

31 января Я. С. Гугель дал команду запустить доменную печь. В 11:15 домна вступила в строй.

### Первый чугун. Ввод комбината в эксплуатацию
В ночь с 1 по 2 февраля доменная печь № 1 дала первый чугун Магнитогорского металлургического комбината. Металлург Н. И. Савичев, впоследствии Герой социалистического труда, вспоминал:

В это время на литейной площадке, на горячих путях собрались тысячи людей. Они развели костры и грелись у этих костров. Они не уходили домой, потому что каждому хотелось собственными глазами увидеть, как будет выдан первый чугун. Спустились сумерки. Пурга. Холод. Но никто не уходит. В напряжённом ожидании, молча люди греются у костров. У печи тоже напряжённое ожидание. Внешне как будто всё спокойно. А у каждого на душе, как говорится, кошки скребут. Подходит начальник смены. Горновые засуетились у горна. Открывают лётку. И вдруг всё кругом озарилось ярким светом — пошёл чугун! Это было в 9 часов 30 минут вечера. Кругом закричали: «Ура!» Люди жмутся руг к другу, целуются, женщины плачут от радости. Эта радость перегнулась с литейной площадки в бараки.
2 февраля на XVII партконференции М. И. Калинин зачитал телеграмму-раппорт из Магнитогорска о получении первого магнитогорского чугуна. В Магнитогорск отправлялись поздравительные телеграммы от руководства страны, а также из-за рубежа, например, от коммунистической партии Германии. Ввод в строй первой очереди комбината стал большим событием для всей страны.

Куски чугуна рабочие разбирали на память. Часть чугуна Я. С. Гугель предложил пустить на памятные плитки с барельефом В. И. Ленина. Они были вручены знатным строителям с надписью: «В знак Вашего активного участия в строительстве первой очереди Магнитогорского металлургического комбината заводоуправление вручает Вам памятную доску, отлитую из первой плавки домны № 1.1 февраля 1932 г.». Одна из плиток 7 февраля была передана С. Орджоникидзе журналистами З. Б. Чаганом и С. Д. Нариньяни.

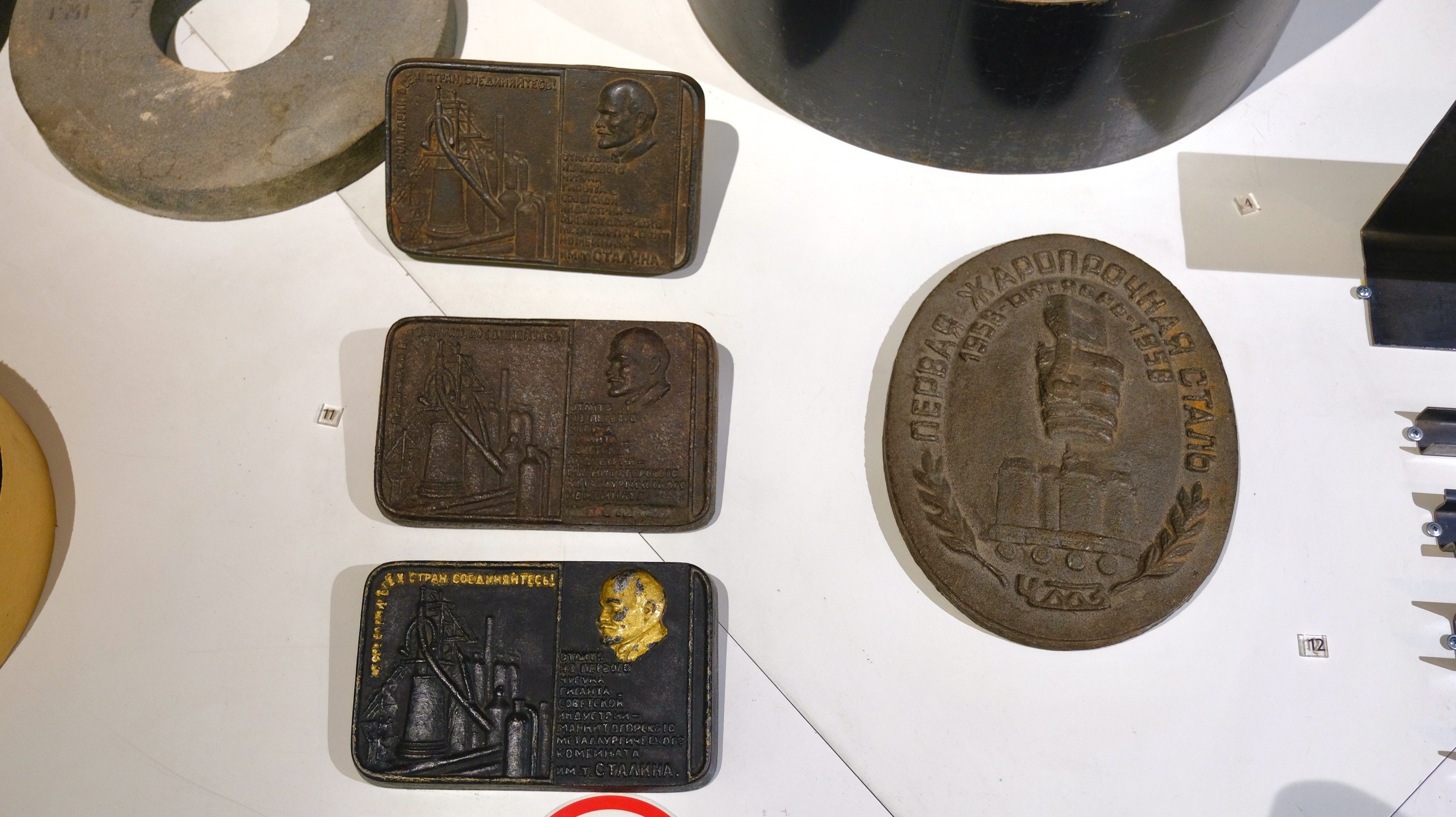
Памятные плитки из первого чугуна (слева) в Государственном историческом музее Южного Урала

В марте сотрудничество с Arthur McKee Company было прекращено. Перед отъездом в США У. Хейвен поздравил советскую сторону с запуском домны и сообщил американскому корреспонденту:

Учитывая неопытность русских в строительных работах такого типа, масштабы проделанной в Магнитогорске работы поразительны, если принять во внимание изолированное местоположение и экстремальные климатические условия

### Запуск доменной печи № 2
30 марта Магнитогорск получил телеграмму от И. В. Сталина с поздравлением по случаю «окончания пускового периода» и «выполнения первой части программы завода». В. И. Машковцев писал, что сталинская телеграмма вызвала искренний подъём энтузиазма у ударников и комсомольцев. Но программа на 1932 год снова была абсолютно нереальна: И. В. Сталиным была поставлена задача ввести в эксплуатацию в этом году «ещё три домны, мартен, прокат».
На строительстве второй домны активно использовались комсомольские бригады. 7 июня Комсомольская доменная печь № 2 выдала первый чугун. Пускавший домну А. Л. Шатилин станет известным всей стране Героем Социалистического труда.
«Магнитогорский рабочий» 26 сентября 1932 года опубликовал письмо М. Горького, адресованное Я. С. Гугелю и культпропу горкома:

Многообразный опыт героического Магнитогорского строительства, в котором участвуют десятки национальностей трудящихся СССР, тысячи рабочих ударников, сотни специалистов, имеет всемирно-историческое значение. Волей тысяч ударников-магнитогорцев и всего Союза Советов работает гигант социалистической индустрии — Магнитогорск. Изменяется не только «кора» огромной площадки у горы Магнитной, но в этой работе социалистически перевоспитываются тысячи колхозников, приехавших на стройку. История вашего строительства — дело не местного значения, а огромной политической и воспитательной важности для всего Союза Советов…
.

### Марьясин

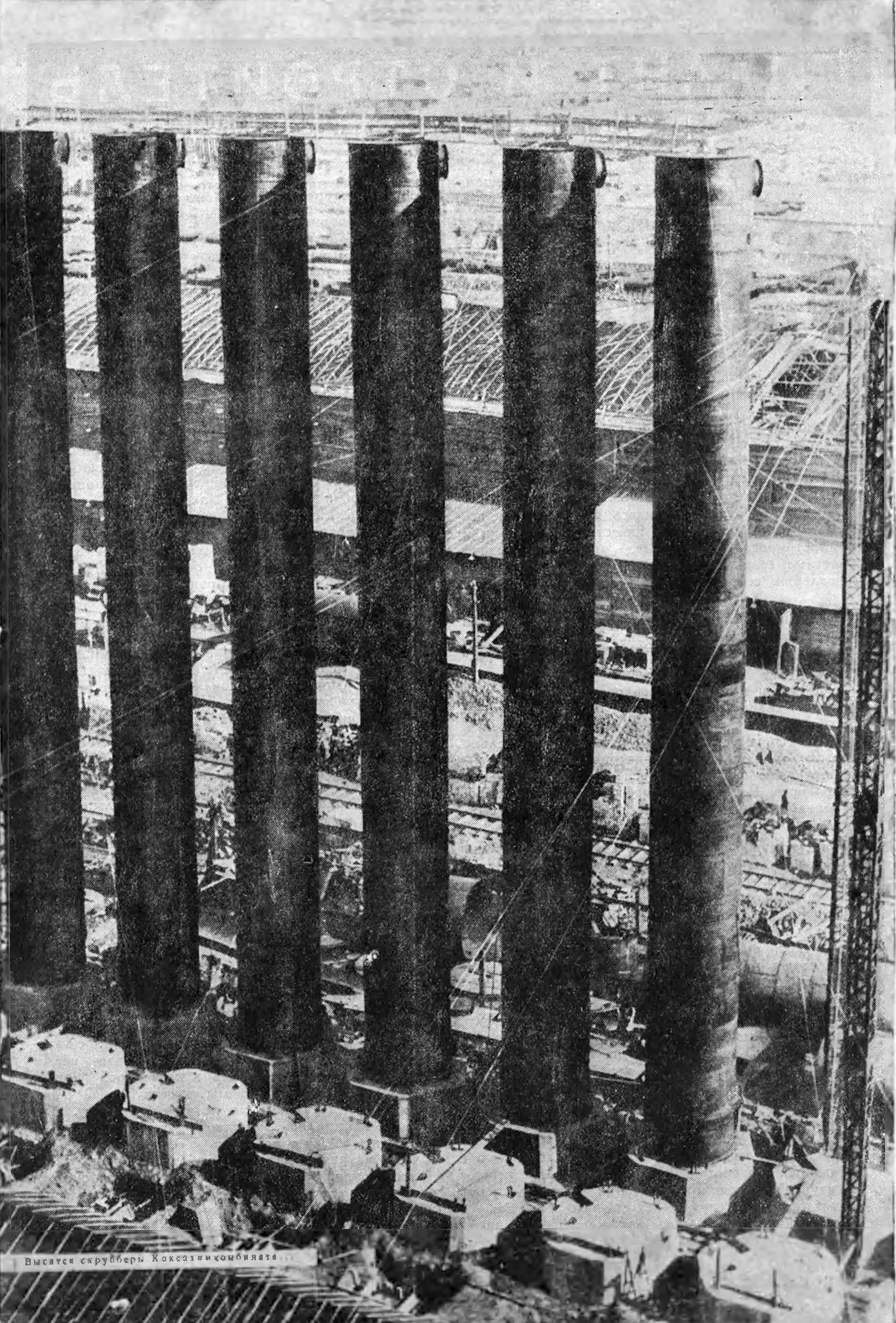
Скрубберы коксохимкомбината. 1932 г.

В 1929 году начальником строительства коксохимического производства назначен член партии Л. М. Марьясин, проработавший в Магнитогорске до 1933 года. По свидетельству Дж. Скотта, Л. М. Марьясин высказывался зачастую «антисоветски». Впоследствии ему вменяли «вредительство» при строительстве коксохимического производства. Коксовые печи и домны располагаются параллельно друг напротив друга, чтобы передавать кокс наиболее выгодным путём. Но Л. М. Марьясин, ссылаясь на жёсткие сроки и объёмы земляных работ, начинал строительство с коксовой батареи № 8, расположенной на противоположной стороне от домны № 1. В результате пришлось между ними строить длинный временный транспортёр, ставший причиной огромных потерь в производстве. Рапорт о пуске коксохимического завода послан в 1932 году, хотя на деле его удалось полноценно ввести в строй позже. По мнению В. И. Машковцева, от Л. М. Марьясина не зависило, что и где строить, и обвинения в его адрес были избыточны.

## 1933 год

### Мышков
После Я. С. Гугеля, отправившегося руководить строительством Азовстали, директором завода стал член партии Н. Г. Мышков. При нём первый чугун дала доменная печь № 3 и первую сталь выпустила мартеновская печь № 1 (плавку вели сталевары П. Елькин и Я. Ханжин, мастер В. Ф. Пирогов, начальник смены М. И. Ягнюк). 
Летом в Магнитку приехал Г. К. Орджоникидзе. 26 июля он присутствовал на горячей прокрутке блюминга № 2, а затем выступил на слёте ударников комбината. В его речи вновь напиралось на огромное значение комбината: «Магнитострою — лес, Магнитострою — металл, Магнитострою — импорт, всё шло на Магнитострой. Магнитка стала знаменем страны». При этом нарком упрекал магнитостроевцев, что «не всё сделано так, как надо», критиковал за бесхозяйственность: при объёме работ на год в 200 млн рублей на строительной площадке лежало оборудования и материалов на 108 млн рублей. Г. К. Орджоникидзе требовал быстрее достроить стан «500», требовался более опытный руководитель, чем Н. Г. Мышков, при котором, согласно  В. И. Машковцеву, были постоянные простои, аварии, пожары.

### Завенягин
Инженер-металлург, член партии А. П. Завенягин познакомился в Г. К. Орджоникидзе в 1929 году в бытность свою студентом Московской горной академии и после знакомства был вынужден прервать временно учёбу и поехать на Кузнецкстрой. Через три года А. П. Завенягин направлен директором на металлургический завод в Каменском и за год предприятие достигло рентабельности.

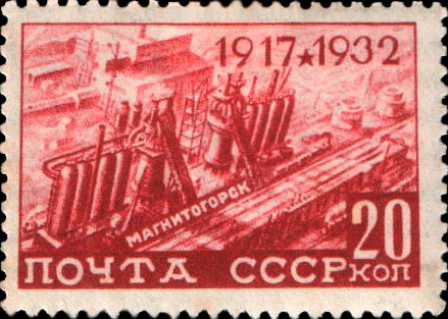
Марка 1933 г. Изображены две первые доменные печи

А. П. Завенягина Г. К. Орджоникидзе вызвал к себе, сообщил о вакантной должности директора Магнитогорского комбината, и после его согласия позвонил И. В. Сталину и сообщил о назначении.
По прибытии на Магнитку А. П. Завенягин расширил работу по подготовке кадров. Дополнительные кадры найдены среди выпускников горной академии, большинство из которых были партийными. Решался ряд серьёзных технических проблем, прежде всего проблема рудной базы. Для ускорения работ разработан метод открытых карьеров. Для его воплощения в жизнь А. П. Завенягин попросил Г. К. Орджоникидзе прислать на Магнитку профессора Б. П. Боголюбова — одного из крупнейших специалистов рудного дела. К середине 1930-х годов, по оценке А. П. Завенягина, магнитогорский рудник «выдвинулся в число величайших в Европе».

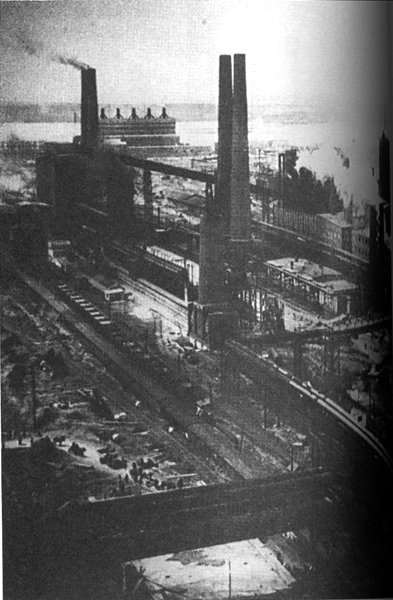
Вид на комбинат с высоты птичьего полёта. Слева вверху — электростанция, справа — коксохимическое производство. 1930-е

Новый директор потребовал от НКВД улучшить питание заключённых, работавших на строительстве, поскольку голодающие — неэффективные работники. Как считал В. И. Машковцев, А. П. Завенягин прикрывал прагматизмом своё несогласие с жестокостью времени и к заключённым относился с сочувствием. Среди них он даже встретил членов банды анархистов, в разгроме которых принимал участие. Спас от расстрела Б. П. Боголюбова, после чего поселил его у себя дома, шокировав выискивателей «врагов народа». Иная оценка — у Дж. Скотта, писавшего, что А. П. Завенягин, наоборот, способствовал репрессиям. 
Несмотря на насмешки, директор поддерживал, в том числе финансово, вместе с секретарём горкома В. В. Ломинадзе литературную (издание журнала «За Магнитострой литературы», оборудование Дома писателя и премирование литераторов) и театральную (Театр рабочей молодёжи) деятельность, в том числе, в посёлках спецпереселенцев, для которых это было «хоть каким-то выходом из могилы». В. И. Машковцев так описывал А. П. Завенягина:

Рабочие видели в нём струнку пролетария, газетчики чувствовали собрата-журналиста, партийные работники завидовали его умению общаться с людьми, сосланные в Магнитку дворяне поражались его аристократичностью, учёные видели в нем учёного. Он и на домну приходил в хорошо отглаженном костюме, в белоснежной сорочке с галстуком, всегда оживлённый и весёлый. Но видели его и мрачным.

В 1933 году введены в строй коксовая батарея № 6, мартеновские печи № 2, 3 и 4, заготовочный стан «630», доменная печь № 4.

## Середина 1930-х годов

### Пуск прокатного стана «500»
В 1934 году продолжали вводить в строй новые мартеновские печи. Ключевым же событием стал подписанный 8 августа 1934 года акт о готовности прокатного стана «500». С его пуском Магнитогорский металлургический комбинат стал предприятием полного цикла, поставляющим стране сортовой прокат.
В сентябре 1934 года Г. К. Орджоникидзе вновь посетил Магнитогорск. Это был его последний визит. Надвигающаяся на страну после убийства С. М. Кирова катастрофа не оставила в стороне и Магнитогорск. 18 января 1935 года В. В. Ломинадзе совершил самоубийство. Незадолго до этого Г. К. Орджоникидзе предупреждал своего друга о предстоящем аресте.

### Хитаров, Валериус
После смерти В. В. Ломинадзе должность секретаря горкома занял Р. М. Хитаров, деятель с богатой партийной и международной революционной биографией, который вместе с А. П. Завенягиным образовал талантливую связку лидеров, определявших стратегию развития комбината. В. И. Машковцев писал, что они пытались установить памятник В. В. Ломинадзе, которого с высоких трибун уже называли «врагом народа». Вероятно, что их слишком гуманное отношение к исключённым из партии, а также популярность Р. М. Хитарова у иностранцев, поспособствовали валу доносов и обвинений в их адрес. Несмотря на это, до 1937 года Р. М. Хитарова и А. П. Завенягин сумели поспособствовать организации мощного стахановского движения на комбинате. К январю 1936 года число участников движение составило 2496. Производительность труда возросла по отношению к плановой на 14 процентов.
1 октября 1936 года член партии К. Д. Валериус, начавший свою работу в Магнитогорске ещё в начале 1930-х годов, стал начальником треста Магнитострой (преобразованного из управления Магнитострой), когда строители выделились из металлургического комбината в самостоятельное подразделение. По оценке В. И. Машковцева, К. Д. Валериус вместе с Л. М. Марьясиным были «две родные души — ироничные, мыслящие по тому времени весьма свободно и критически», а также «главными строителями всех крупных объектов».
В команду К. Д. Валериуса входили: помощник Корниенко (сын царского чиновника, петлюровец), заместитель главного инженера Жуков (сын попа, белый офицер), начальник снабжения Уфлянд (судим за связь с троцкистами), начальник коммунально-бытового отдела Хвостенко (меньшевик). Дружил он с эсером А. И. Сулимовым, под руководством которого работали сосланные махновцы. Видимо, начальник Магнитостроя был даже менее осторожен, чем А. П. Завенягин, и на закономерные вопросы отвечал: «Мне нужны на стройке не коммунисты, а специалисты!».
Местным органам арестовать К. Д. Валериуса так и не удалось. В 1937 году он получил назначение на работу в Москву от С. Орджоникидзе, который частыми перемещениями своих кадров спасал их от гибели.
Я. С. Гугель отзывался о К. Д. Валериусе и Л. М. Марьясине восторженно: «удивительные организаторы, умеют делать что-то из ничего». А. П. Завенягин, в свою очередь, отметил роль Я. С. Гугеля:

Магнитку воздвигли, в сущности, три богатыря: Гугель, Марьясин и Валериус…
В 1935 году пущены сортовой стан «300» и мелкосортный стан «250», мартеновские печи № 10 и 11.
В 1936 году осуществлена плавка на мартеновской печи № 12, пущен смолоперегонный завод, штрипсовый стан «300». Статистика 1933 и 1937 годов показывает рост (тыс. т): руда — 2036,9 и 6589,2, кокс — 801,7 и 1937,2, чугун — 538,3 и 1566,2, сталь — 85,2 и 1402,3, прокат — 57,7 и 1116,7. Успехи в развитии комбината с 1934 года связаны не столько с талантами руководства, сколько выходом страны из кризиса.
Таким образом, к 1938 году построены 4 домны, 12 мартеновских печей, 12 прокатных станов и соответствующее количество других агрегатов, после чего наметился спад роста темпов производства и спад строительства, что объясняется обрушившимися на Магнитогорск в 1937 году репрессиями, уменьшением капиталовложений и снабжения. 18 февраля 1937 года, за пять дней до февральско-мартовского пленума ЦК С. Орджоникидзе умер, успев незадолго до этого перевести А. П. Завенягина на работу в Москву. На пленуме А. П. Завенягину пришлось выступать вместо своего покровителя. Он доложил об успехах в росте промышленности, показателях выработки продукции, не уступающих капиталистическим странам. В отношении культуры производства и размеров непроизводительных расходов всё было ещё весьма неблагополучно. Отдельно коснулся просчётов при строительстве и безхозяйственности, которые был вынужден списать на вредителей, и того, что милиция запрещает нанимать на работу поступающих самотёком людей. Последний факт вызвал возмущение участников пленума.

Весной 1937 года, после отъезда А. П. Завенягина, начались аресты, достигнув пика осенью. Директором в это время был П. И. Коробов. Репрессии коснулись всех слоёв магнитогорского населения.
 Урал, Урал –

 Железная руда.

 Урал, Урал –

 Атач-гора крута.

 Но партия сказала:

 Дать чугуна! Дать чугуна!

 И комсомол ответил:

 Домна зажжена!

 И тронулись, и двинулись

 Монтажники, клепальщики,

 Электрики, механики –

 Ударный строй.

 С прорывами и гадами

 Дрались мы бригадами,

 Строили, выстроили

 Магнитострой!
С 1932 по 1940 год Магнитогорск дал Советскому Союзу 8 млн. т чугуна, около 7,5 млн. т стали, 4,2 тыс. т проката.

## Строители

### Коммунисты и комсомольцы
В историографии укрепилось утверждение, что первая комсомольская ячейка на Магнитострое оформилась 9 июля 1929 года. Вероятно, это не вполне соответствует действительности, поскольку комсомольцы прибывали на стройку ещё весной. 11 мая 1929 года с Украины прибыл в Трансстрой большой коллектив комсомольцев — 64 человека во главе с комсоргом И. Прокопенко. Среди украинских комосмольцев-добровольцев был и В. Ф. Томчук, давший, как считал В. И. Машковцев, название города Магнитогорск: к прибытию первого поезда он написал вывеску «Станция Магнитогорск», хотя тогда в употреблении было слово Магнитострой. К концу 1929 года появилось несколько крупных комсомольских организаций.
Лучшие комсомольские бригады трудились на строительстве доменной печи № 2, названной Комсомольской: это бригады В. Слуцкого, М. Богатырева, В. Ишмакова, Н. Романенко, Г. Чернова, комсомольскую организацию бригад возглавлял С. Скакунов. Отличились комсомольцы на строительстве плотины, названной именем IX съезда комсомола, и на многих других объектах.
Первые прибывавшие на стройку комсомольцы спасались от голода. Знаменитый романтический энтузиазм появился позднее, после 1930 года. Комсомол призывал молодежь к подвигу и штурму. В начале 1931 года было 3057 комсомольцев и 2624 члена партии, к 1933 году: 13 тысяч комсомольцев и 7 тысяч коммунистов.

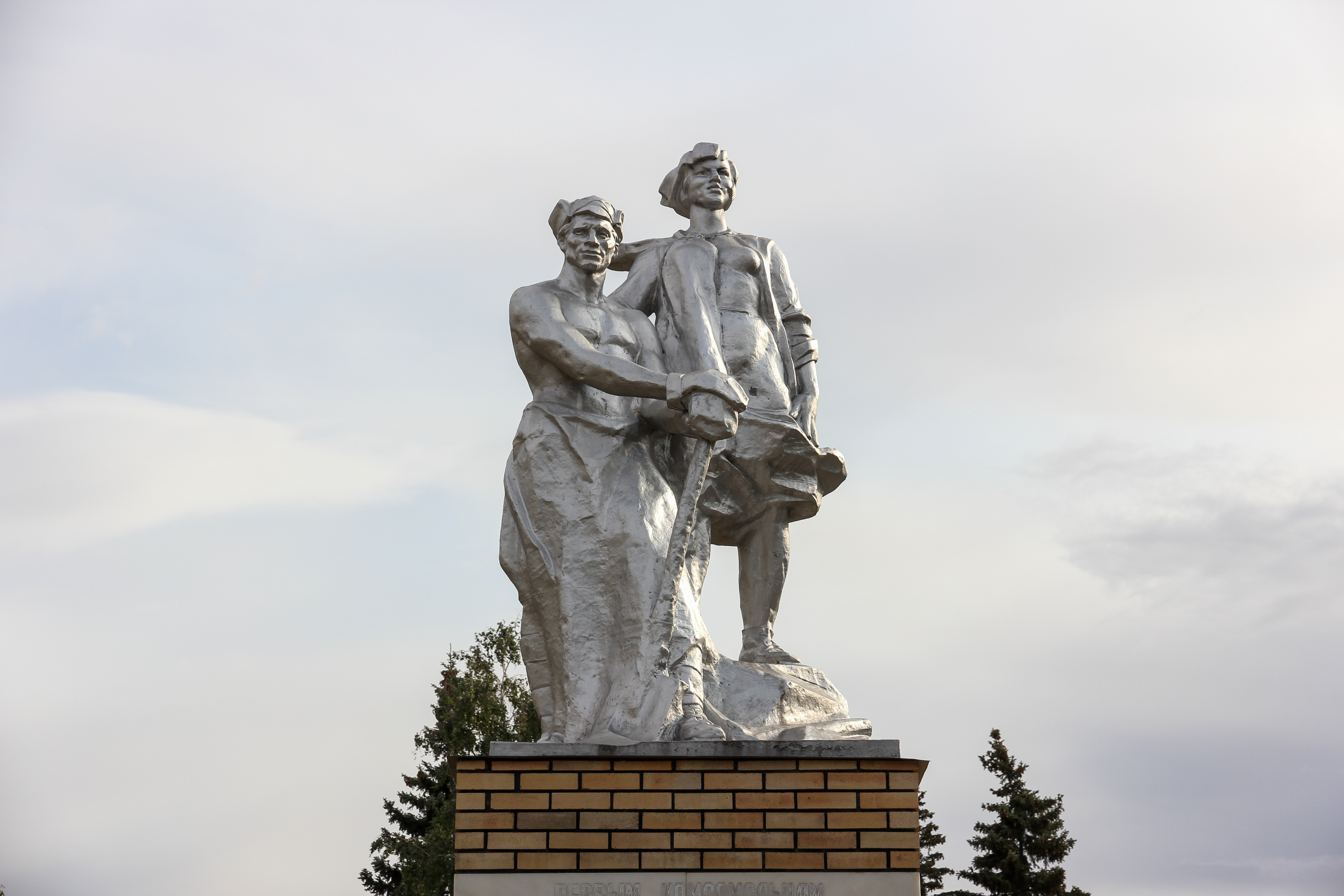
Памятник «Первым комсомольцам — строителям Магнитки»

Репрессии затронули большинство крупных руководителей: 
- А. И. Сулимов — по одним данным, провёл 10 лет в ИТЛ, по другим, через 2 месяца был оправдан;
- В. А. Смольянинов — 10 лет в ИТЛ и 5 лет ссылки;
- В. А. Гассельблат — 10 лет ИТЛ, умер в лагере;
- Ч. Ильдрым — расстрелян в 1941 г.;
- Я. П. Шмидт — расстрелян в 1937 г.;
- Я. С. Гугель — расстрелян в 1937 г.;
- Л. М. Марьясин — расстрелян в 1937 г.;
- Р. М. Хитаров — расстрелян в 1938 г.;
- К. Д. Валериус — расстрелян в 1938 г.;
- И. Д. Кабаков — расстрелян в 1937 г.;

В. И. Машковцев считал, что в их устранении была определённая логика, так как многие из них были приближены к руководству государства и многое о нём знали. Но расстреливались также и руководители низшего звена, партийные и комсомольские активисты. Репрессий удалось избежать:
- С. М. Зеленцову — умер своей смертью в 1932 году;
- Б. П. Боголюбову — занимался научной деятельностью;
- А. П. Завенягину — после Магнитогорска руководил строительством Норильского горно-металлургического комбината, был одним из руководителей атомного проекта и министром среднего машиностроения.

Дважды полностью уничтожалось руководство ИТК.

### Вольнонаёмные рабочие
60 % рабочих приезжали на стройплощадку по вербовке или, что было более часто, самотёком.
Плохие условия труда влекли за собой рост текучести кадров. Так, летом 1931 года на строительстве коксохимического комбината из-за ухудшения снабжения, задержки зарплат и неудовлетворительных жилищных условий многие рабочие после нескольких дней знакомства с обстановкой просто сбегали со стройки, захватив с собой спецодежду. Площадь барака на одного живущего в 1931 году не превышала 1,3-1,4 м² при установленной Магнитостроем нормы в 3,5 м².  По данным исследовательницы Н. Н. Макаровой, количество жилой площади в Магнитогорске составляло 2,2 м2 на человека в 1931 году. К январю 1932 года этот показатель упал до 1,7 м2 — катастрофические даже по меркам своего времени цифры.
Национальный состав первостроителей был весьма разнообразен: русские, украинцы, белорусы, татары, башкиры, казаки, киргизы, иностранные рабочие и т.д. В классовом отношении большинство было крестьянами, бежавшими из голодающих деревень. Большинство вольных было неграмотным, не имевшим никакого опыта работы в промышленности. Дж. Скотт на примере бригады сварщиков описывает социально неоднородную массу первостроителей. Первый — средних лет красноармеец и коммунист Иванов. Второй — крестьянский парень, прошедший вместе с коровой пешком путь от деревни до Магнитогорска, потому что на стройке есть хлеб и работа. Третий — бежавший из Польши Ю. Пилсудского поляк Владек, горевший энтузиазмом строить социализм. Четвёртый — татарин Хайбулин, который раньше никогда не видел паровоза и электричества, но на Магнитке научился читать, писать, освоил профессию электрика и, как выразился Дж. Скотт, за год его жизнь изменилась больше, чем его предков со времён Тамерлана. Пятый — ещё один крестьянский парень, занимался учётом труда бригады, записывая их результаты их работы «на газете полузамёрзшей жидкой грязью вместо чернил».
Магнитка была «кузницей кадров» и многие её строители вписали себя в историю страны. Бригадир Е. И. Майков дослужился до генерала. Каменщик А. Д. Филатов стал директором комбината. Моторист Л. В. Дема служил лётчиком и был удостоен звания Героя Советского Союза. 

Примеры самоотверженного труда показывали ударники, увлекая за собой остальных строителей. В октябре 1931 года удельный вес ударников возрос до 64 %. Самым популярным строителем СССР в 1932 году был В. Е. Калмыков — ударник, работу и быт которого запечатлел в своих снимках М. В. Альперт. Номер № 1 за 1932 год журнала USSR in Construction («СССР на стройке») был полностью посвящён Магнитогорску и эти напечатанные в нём снимки увидел весь мир. Вскоре В. Е. Калмыков сделал головокружительную карьеру в ВЛКСМ, был делегатом VII конгресса Коминтерна в Москве. В 1937 году его арестовали и вскоре расстреляли, как и множество других рабочих и строителей.

### Инженерно-технические работники и иностранцы
Чтобы восполнить нехватку квалифицированных кадров, поначалу привлекались «бывшие» и репрессированные в 1920-е годы. Среди старых инженеров был главный инженер Тищенко. Как специалист он с трудом мог пойти на невероятно сжатые сроки монтажа домны. Характерно в этой ситуации поведение его руководителя, который был вынужден «объяснить политику партии старому вредителю», чтобы снять с себя политические обязательства.
Затем было развёрнуто массовое обучение в школах по повышению квалификации и техникумах, в основном выходцев из крестьян. Оказание всесторонней помощи обучающимся со стороны руководства, бесплатность обучения, возможность получить любую специальность, большое число вакансий и повышенная зарплата ИТР — всё это было мощными стимулами к обучению. Отработавшие 8-12 часов в суровых условиях люди приходили вечером ещё 4 часа учиться в холодные аудитории и на пустой желудок.
Из переживающих Великую депрессию и рост безработицы США, Германии, Англии в Магнитогорск приезжали рабочие-добровольцы и заключившие контракт с советской стороной инженеры. Среди добровольцев был Дж. Скотт, американский сварщик и убеждённый коммунист, запечатлевший свои воспоминания о работе в Магнитогорске в книге Behind the Urals: An American Worker in Russia's City of Steel («За Уралом. Американский рабочий в русском городе стали»). За 1929—1935 годы в Магнитогорске насчитывалось 752 иностранца.
Дж. Скотт дал подробные социально-психологические описания местных ИТР. Шевченко, заместитель начальника Магнитостроя и член партии, в его книге представлен как имеющий «ограниченные познания в технике», но хороший руководитель, заслуживший уважение среди рабочих и требовавший от них строгой дисциплины. Начальник производства Сёмичкин охарактеризован как типичный сталинский хозяйственник: пройдя довольно поверхностный курс обучения, он считал себя «вожаком рабочего класса», полагал, что американским специалистам и старым инженерам не понять, что такое «большевистские темпы». Между тем, он довольно трезво оценивал свои ограниченные знания. Дж. Скотт считал, что в условиях плохого снабжения и ужасных условий труда нужны были именно такие люди как Шевченко и Сёмичкин, чтобы побуждать рабочих делать свою работу. 
Несмотря на ошибки иностранных проектировщиков (например, установка в центре завода гигантского взрывоопасного газгольдера), их участие в строительстве в целом было положительным.
Инженер А. М. Исаев стал главным конструктором двигателей у С. П. Королёва. Пускавший комсомольскую домну А. Л. Шатилин  стал известным металлургом и продолжил работать в Магнитогорске. Но не всем удалость продолжить свою карьеру. Один из работников НКВД впоследствии оправдывался тем, что требовалось «раскрывать заговоры, расстреливать сотнями» и лучше уж было «уничтожить тех, кто уже и так был в заключении, чем брать строителей и металлургов, подрывать мощь страны». Однако на деле соперничавшие за раскрытие «заговоров» НКВД и прокуратура уничтожали и ценные кадры. Так, начальника обжимного цеха Ф. И. Голубицкого объявили «троцкистом» и обвинили в умышленной поломке блюминга, арестовали с нарушениями процессуального законодательства. Ф. И. Голубицкого знали как добросовестного коммуниста и специалиста. Но даже протесты работников цеха против ареста не помогли: Ф. И. Голубицкий был расстрелян, а его автомобиль М-1 достался начальнику НКВД. 
В 1937 году П. И. Коробов уволил 70 иностранцев из оставшихся 82. Последовали аресты иностранцев. Некоторые из них успели выразить недоумение и написать в партийные органы с обещанием доказать свою партийную преданность. Репрессии обрушились даже на тех иностранцев, которые уже были в заключении: среди них выискивали «японских шпионов» и даже участников «Польской организации войсковой», руководителем которой был «назначен» малограмотный еврей из Запорожья И. А. Золотовский. По данным В. И. Машковцева, больше всех пострадали выходцы из Польши и Германии, среди которых были и коммунисты, бежавшие от своих фашистских режимов.

### Спецпереселенцы и заключённые
Невольные составляли около 38 % населения. По данным В. И. Машковцева, к концу 1933 года в Магнитогорске было 32,8 тысячи политзаключённых, осужденных по 58-й статье и 45-50 тысяч спецпереселенцев и раскулаченных. Кроме того, в 1930-х годах 20 тысяч человек — семьи 5 тысяч репрессированных рабочих комбината. Итого, около половины магнитогорцев так или иначе пострадали от сталинских репрессий. Заключённые прибывали из многих уголков страны, в том числе с Кавказа, из Беларуси. Среди заключённых были «бывшие», например, царские повара, обслуживавшие международный геологический конгресс в 1937 году, после чего вернулись в строй землекопов.  
Наблюдалась колоссальная смертность среди невольных. По данным В. И. Машковцева, из осуждённых по 58-й статье выжило меньшинство и после окончания срока им давали повторный.  

## Культурная жизнь

Обложка поэмы «Первая победа» А. Ворошилова. Издательство Магнитостроя. 1931 г.

«Призыв рабочих-ударников в литературу», объявленный РАПП и ВЦСПС, совпал в 1930 году с выходом первого номера газеты «Магнитогорский комсомолец». Вскоре при под руководством поэта-коммуниста В. А. Макарова образовалось литературное объединение «Буксир» из рабочей молодёжи: А. Ворошилов, Б. А. Ручьёв, М. М. Люгарин, А. О. Авдеенко, К. Г. Мурзиди, Л. К. Татьяничева, М. С. Гроссман, Я. Т. Вохменцев, А. Н. Лозневой, Д. А. Терещенко и другие. Одним из наиболее заметных был А. Ворошилов, бывший беспризорник, воспевавший в своих поэмах реальных героев-ударников Магнитки. Сам рвавшийся к подвигам он переохладился на строительстве в мороз и умер в возрасте 21 года. В 1934 году — в «Буксире» около ста рабочих писателей и поэтов.
Начинающим магнитогорским литераторам помогали М. Горький, Д. Бедный, Н. В. Богданов, Л. Н. Сейфуллина, Я. В. Смеляков, А. Г. Малышкин, В. П. Катаев, В. Б. Шкловский, А. П. Гайдар. Все они, кроме М. Горького, были на Магнитострое. Были на Магнитострое и иностранцы, в том числе поэт Л. Арагон.
По инициативе приезжавшего в Магнитогорск наркома просвещения А. С. Бубнова в 1931 создан Театр рабочей молодёжи, который возглавили М. А. Арш и З. К. Левитская. Коммунист Р. М. Хитаров, противник массовых репрессий, интеллектуал, читавший наизусть Г. Гейне, У. Шекспира, Н. С. Гумилёва, А. С. Пушкина, способствовал организации профессионального драматического театра им. А. С. Пушкина.
Я. С. Гугель вспоминал атмосферу на субботниках:

На субботниках — весь «журналистский корпус» Магнитки: корреспондент РОСТА Александр Смолян, спецкоры «Комсомольской правды» Семён Нариньяни, «Уральского рабочего» — Юрий Чаплыгин, специальные корреспонденты газет «Правда», «Известия», «Труд», «Рабочей газеты», «За индустриализацию», журнала «Крокодил». Журналисты, поэты, писатели, музыканты, артисты… Прекрасные боевые парни — Евгений Воробьёв, Исидор Шток, молодой пианист Матвей Блантер, композитор Мариан Коваль, культорганизатор — боевой, неунывающий Михаил Поляков. Гремит оркестр — три трубы и барабан с тарелками. Кто-то запевает: «Ты, моряк, красивый сам собою…».

## Бытовые условия

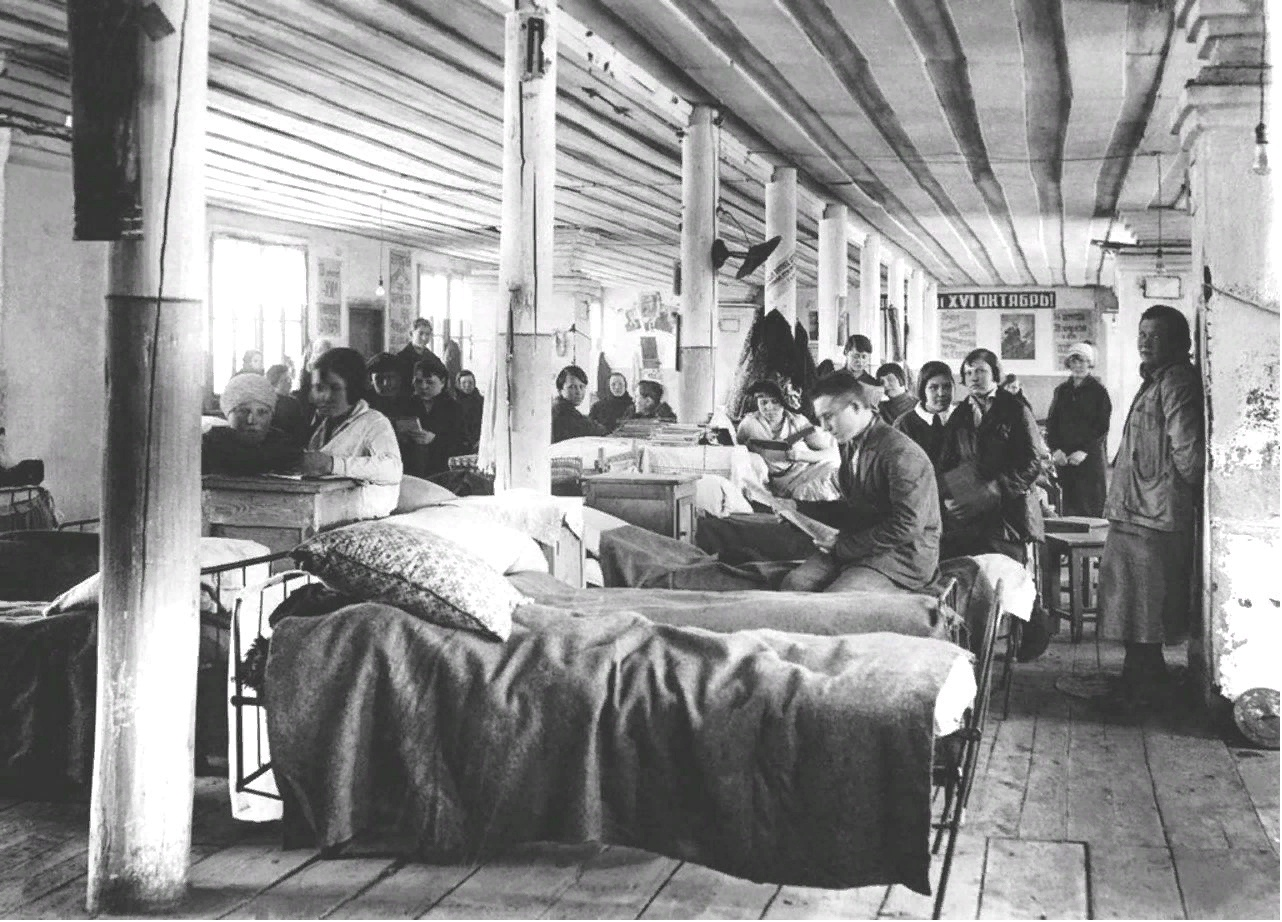
Спецпереселенцы в бараке посёлка Центральный

Самым распространённым жилищем в начале 1930-х годов среди строителей был одноэтажный барак. Бытовые условия в бараках отличались. В некоторых из них зимой было очень холодно. Многие обитатели бараков регулярно жаловались со страниц газет на ужасные бытовые условия: отсутствие кипятка, постельного белья, мебели и дров, скученность помещений, наличие клопов, низкое качество строительства. Некоторые бараки со временем делили перегородками на отдельные комнаты.
По воспоминаниям начальника временной электростанции А. А. Макарычева, А. И. Сулимова и исследованиям историка М. Е. Чурилина, в 1929 году палаток не было, так как всем приезжавшим строителям хватало бараков. Палаточные городки появились весной 1930 года. Согласно А. А. Макарычеву и инженеру Я. О. Даргайсу, это были не обычные палатки, а изобретённые Ч. Ильдрымом довольно тёплые каркасные жилища, утеплявшиеся кошмой и войлоком и обтягивавшиеся сверху брезентовыми палатками. С другой стороны, первостроитель И. В. Комзин, ставший со временем профессором Московского инженерно-строительного института и руководителем строительства многочисленных ГЭС, вспоминал, что зимой было так холодно, что волосы примерзали к брезенту палатки. Я. О. Даргайс утверждал, что к осени 1931 года палаточные городки исчезли. 
В отличие от быта вольных строителей, жилищные условия спецпереселенцев первой категории в ведении НКВД изучены мало. Это был контрреволюционный кулацкий актив, который зачастую высаживали в голой степи. Иногда им не выдавали даже обычных брезентовых палаток. 
Самостоятельно возводились балаганы, шатры, землянки, полуземлянки, образовывавшие трущобные посёлки. В юртах обитало кочевое население, привезённое в качестве низкоквалифицированной рабочей силы. Нидерландский архитектор Й. Нигеман, поражаясь наивности своих представлений о тех, для кого он проектировал жильё, писал о том, как юрты разбивались прямо между 4-этажными каменными домами. Магнитогорский ветеран труда вспоминал быт жизни в землянке:

…бараков для всех не хватало. Домик-землянка с хозяйственными постройками и огородом был более удобен для проживания и домашнего хозяйства. Помню комнату в землянке, просторную кухню с русской печью, пристройки для дров и угля, для кур и поросёнка. Отдельная стайка была для коровы, для сеновала. В нашем домике стены состояли из старых, то есть использованных для опалубки досок, между ними засыпалась земля. Крыша была без потолка, её доски шли с покатом в две стороны, на них положили толь, затем слой глины. Такие посёлки неофициально назывались «шанхаями».
— Николай Яловой, почётный ветеран города
В 1933 году магнитогорская прокурорша Семёнова зафиксировала, что заключённые в день получают 100 граммов хлеба и чашку супа. По данным врачей, на заключённого в день приходилось 525 калорий.
Оклады даже у крупных руководителей, членов партии, были скромны, не превышали заработка рабочих.

## Условия работы
К характерным для 1930-х годов военным метафорам прибегал и Я. С. Гугель, вспоминая о строительстве комбината: 

Как на военном фронте воля к победе решает успех боя, так и на строительном фронте Магнитки энтузиазм, трудовой порыв стали решающей силой. И, как в бою, штурм рождал героев. 

По мнению С. Коткина, в 1930-х годах нигде, кроме как на Магнитной горе, «эйфорическое ощущение новых послереволюционных возможностей» не было настолько выраженным. Магнитогорское строительство привлекло к себе международное внимание как воплощение строительства социализма и модернизации, масштабных социальных преобразований, как витрина эпохи индустриализации. Среди иностранцев был голландский коммунист Й. Ивенс, снявший о трудовых подвигах в Магнитогорске документальный фильм «Песнь о героях». В картине прозвучала «Песня комсомольцев Магнитки» (музыка: Х. Эйслер, слова: С. М. Третьяков).
Подвиги достигались большой ценой. Дж. Скотт вспоминал, как за один рабочий день стал свидетелем двух производственных травм: 

Пар, поднимавшийся из большого резервуара с горячей водой, конденсировался и образовывал слой льда. Но помимо того, что было скользко, мостки и сами по себе были очень ненадёжны, потому что висели на тросах и раскачивались. Когда я ходил по ним, то они шатались и тряслись. <…> Не успел я приступить к сварке, как услышал чей-то крик, и что-то со свистом пролетело вниз мимо меня. Это был монтажник, работавший на самом верху.
Он, как мячик, стукнулся об отводную трубу, которая, вероятно, спасла ему жизнь. Вместо того, чтобы упасть прямо на землю с огромной высоты, он приземлился на основной платформе, футах в пятнадцати подо мной. К тому времени, когда я до него добрался, у него изо рта била кровь. Он пробовал крикнуть, но не мог. Ни одного мастера поблизости не было, а полдюжины подбежавших рабочих не знали, что делать. Поскольку я был иностранцем, то пользовался некоторым авторитетом. Я протиснулся вперёд и сказал, что он может истечь кровью и умереть, если мы будем ждать, пока принесут носилки, так что мы втроём подняли его и понесли вниз на станцию скорой помощи. <…> Мы внесли его в маленькое деревянное здание, и медсестра, закутанная в тёплый платок поверх белого халата, показала нам, куда его положить.

<…>

— А это что? — спросил доктор, глядя на медсестру и показывая ногой в угол комнаты. Я тоже посмотрел в ту сторону и только теперь заметил пару поношенных валенок, торчащих из-под очень грязного одеяла на полу.

— Ему на голову балка упала, — ответила медсестра.

— Ну, — сказал доктор, засучивая рукава, — посмотрим, что можно сделать для этого парня.

Он подошел к монтажнику, который теперь лежал очень тихо, глядя на старого бородатого доктора голубыми глазами, полными слёз. Я повернулся и хотел было уйти, но доктор остановил меня.

— Когда будете выходить, пожалуйста, позвоните в фабричный отдел здравоохранения и скажите им, что мне просто необходимо, чтобы здесь лучше топили, — попросил он.

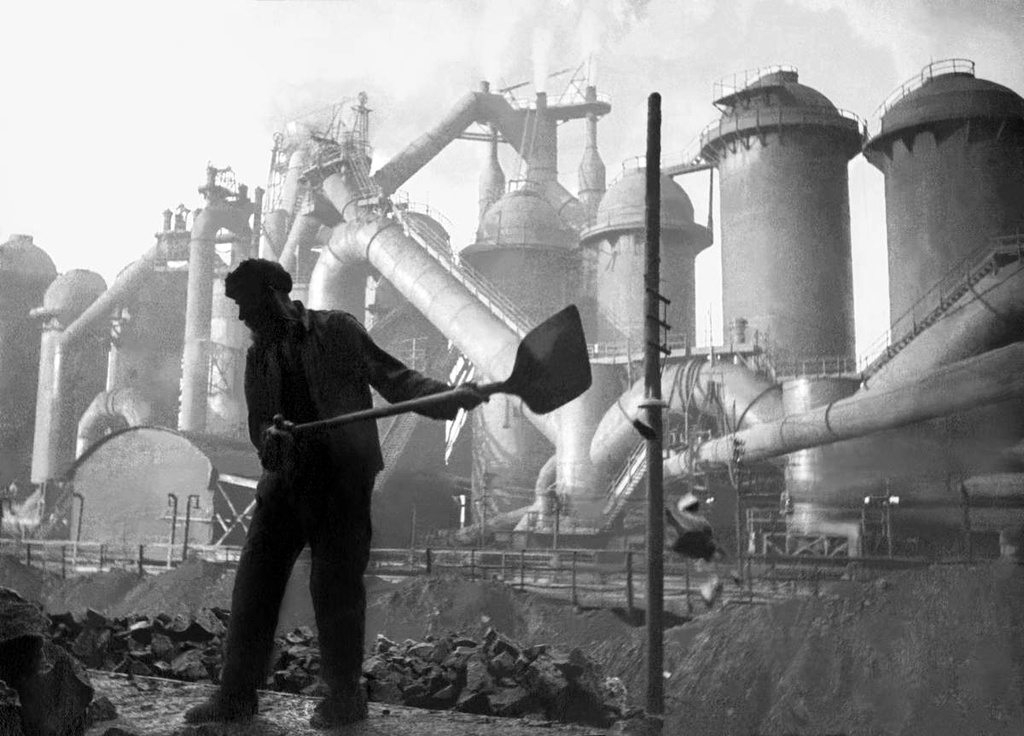
Строитель на фоне кауперов

Я. С. Гугель считал, что на фоне постоянно звучавших призывов «Домну в срок!» забывался труд обслуживающего персонала: портных, парикмахеров, у которых перспектив для героических подвигов не было. При этом он отмечал, что и само население не требовало создавать сносные культурно-бытовые условия: считалось «неприличным» и «несоциалистичным» уделять в такое время слишком много внимания личным удобствам.
В ноябре 1929 года была введена непрерывная рабочая неделя. Аварии, случавшиеся из-за штурмовщины, традиционно списывались на диверсии вредителей.
Особенно плохие условия работы были у невольных. Заключённые работали в мороз практически без тёплой одежды, без выходных дней, а если не выполняли норму, то теряли право на получение посылок. Начальник колонии Поль в 1933 году сообщал, что с момента организации колонии совершено 7143 побега, в большинстве случаев неудачных.

## Публикации
1. ↑  Kotkin, 1995, с. 34.
2. ↑  Советское градостроительство. Кн. 1, 2018, с. 82—85, 93—94, 105.
3. ↑  Меерович, Меньковский, Жеребцов, 2019, с. 37—41.
4. 1 2 3 4  Машковцев, 1999, IV. Хроника и события одного десятилетия.
5. 1 2  Kotkin, 1995, с. 38-39.
6. 1 2 3  Kotkin, 1995, с. 38—39.
7. ↑  Kotkin, 1995, с. 40.
8. ↑  Kotkin, 1995, с. 43.
9. 1 2 3 4 5 6 7 8 9 10 11 12 13 14 15 16 17 18 19 20 21 22 23 24 25 26 27 28 29 30 31 32 33 34  Машковцев, 1999, V. Слово алое - Магнитострой.

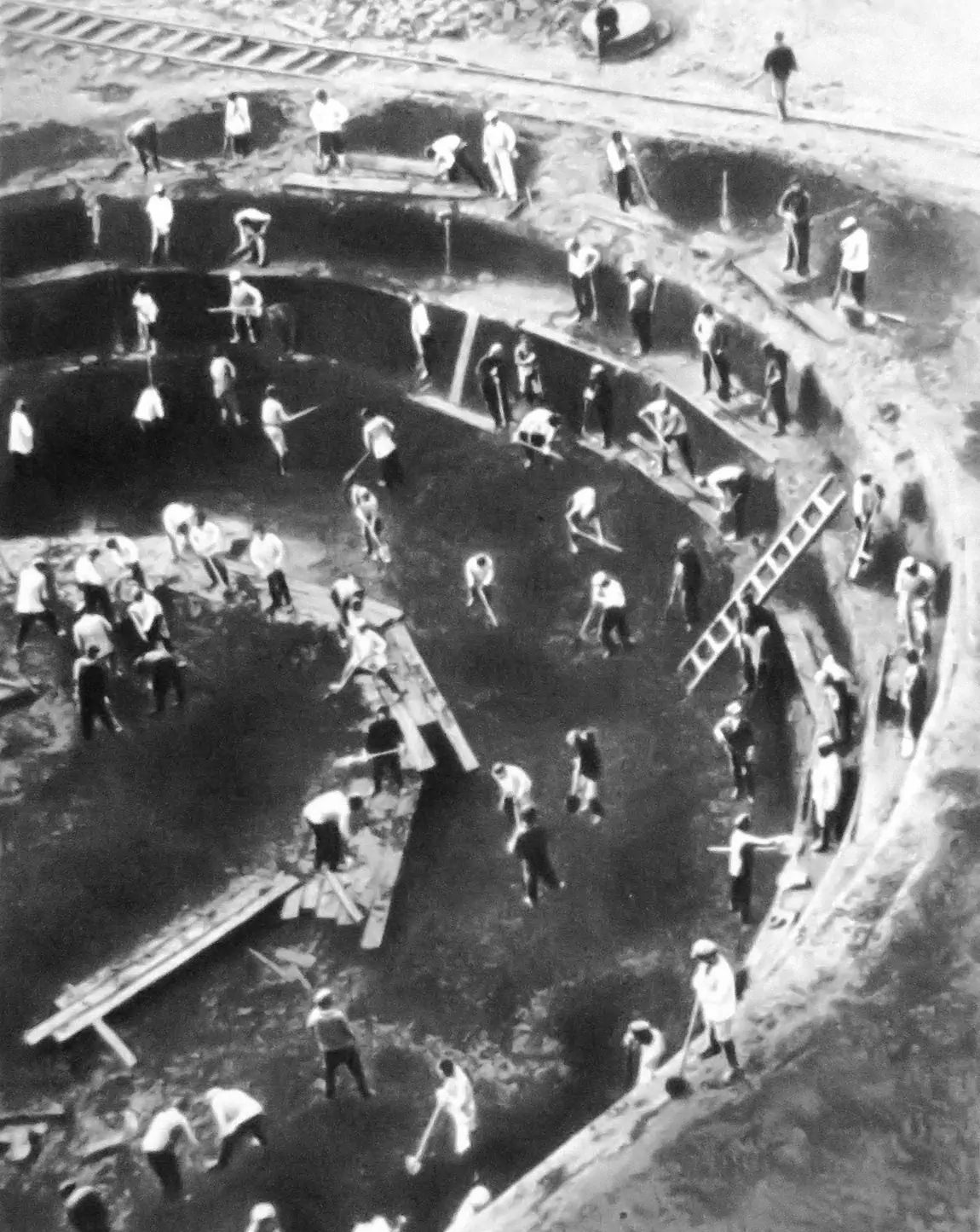
Ручная копка. 1929 г.

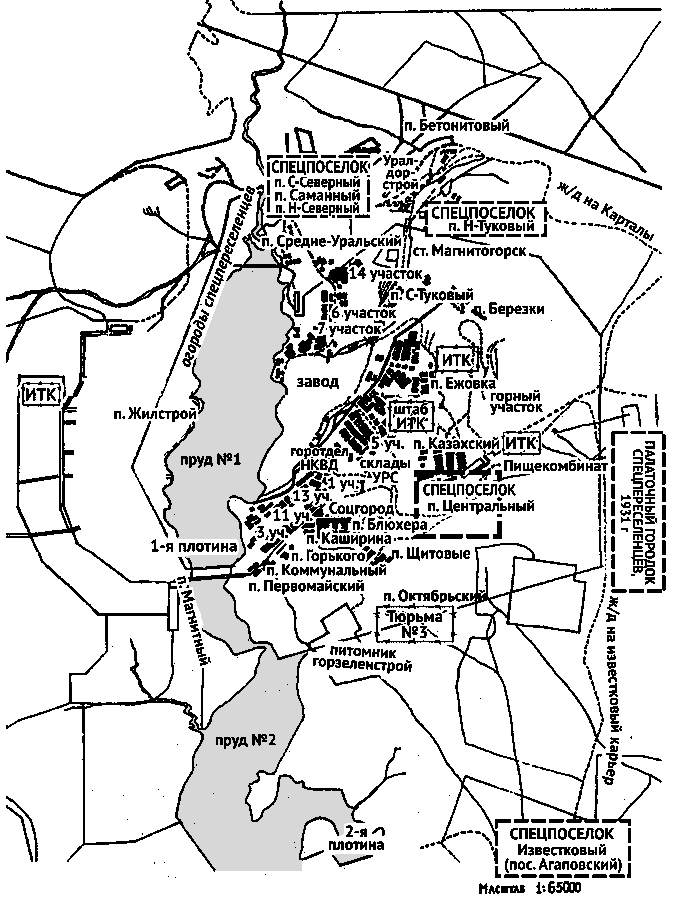
Схема Магнитогорска
1936—1937 гг.
Соцгород и комбинат — в центре

10. ↑  5 лет…, 1937, с. 18.
11. 1 2 3 4  Галигузов, Чурилин, 1978, с. 25.
12. ↑  Галигузов, Чурилин, 1978, с. 27.
13. ↑  Галигузов, Чурилин, 1978, с. 34-36.
14. ↑  Первой плотине - 90 лет // ТВ-ИН. — 2021. — 5 апреля.
15. 1 2  Бугров, 2018, с. 216.
16. 1 2 3 4  Бугров, 2018, с. 271.
17. ↑  Галигузов, Чурилин, 1978, с. 37.
18. 1 2  5 лет…, 1937, с. 23.
19. 1 2 3  Kotkin, 1995, с. 51.
20. ↑  Спасова Л. П. Магнитострой и «Мак-Ки»: столкновение деловых культур // Вестник Пермского университета. — 2010. — № 1 (12).
21. ↑  Галигузов, Чурилин, 1978, с. 38.
22. 1 2 3  Галигузов, Чурилин, 1978, с. 38-39.
23. ↑  Галигузов, Чурилин, 1978, с. 23-24.
24. ↑  П. Глухов. Люди и годы // Магнитогорский металл. — 1987. — 11 июля. — С. 3. Архивировано 16 октября 2020 года.
25. 1 2 3 4 5 6 7 8 9 10 11 12 13 14 15 16 17 18 19 20 21 22  Машковцев, 1999, VI. В судьбе страны.
26. ↑  Лицом к огню. Магнитогорский металл (10 июля 2018).
27. ↑  Чурилин М., Машковцев В (1 июля 1969). Летопись горы Магнитной (Хроника, факты, документы) (pdf). Магнитогорский металл, № 77. Архивировано (PDF) 24 декабря 2015. Дата обращения: 24 декабря 2015.
28. 1 2 3 4 5  Машковцев, 1999, VII. Магнитка в канун войны.

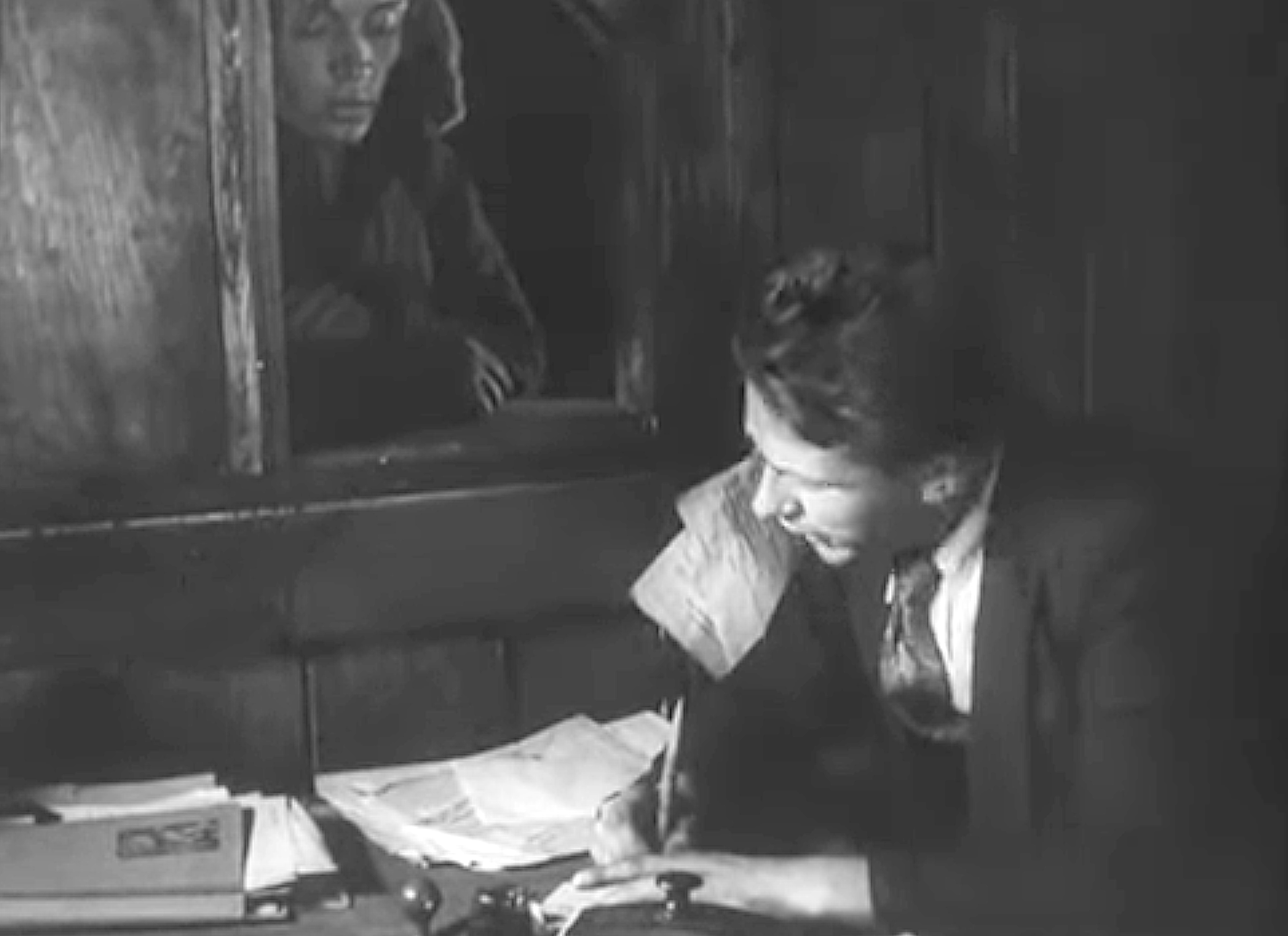
Бывший колхозник устраивается на работу в отделе найма. 1932 г.

29. 1 2 3  Так начиналась Магнитка. Магнитогорский металл (14 марта 2019).
30. ↑  Бугров, 2018, с. 137.
31. 1 2 3 4 5  Бакунин А. В. Правдивая книга о Магнитке // Вестник ЧелГУ. — 1992. — № 1.
32. ↑  Герой своего времени. Магнитогорский металл (30 марта 2017).
33. ↑  Золотовский Израил Абрамович (1887). Открытый список.
34. ↑  Меерович, Конышева, Хмельницкий, 2011, с. 163.
35. ↑  Бугров, 2018, с. 138—141.
36. ↑  Советское градостроительство. Кн. 1, 2018, с. 203.
37. ↑  Мы жили в землянке // Магнитогорский рабочий. — 2012. — 18 января.
38. ↑  Kotkin, 1995, с. 18.
39. ↑  Kotkin, 1995, с. 18, 33.
40. ↑  ВЗЛОХМАЧЕНО И ПРАЗДНИЧНО. В ДАЛЁКОМ ПРОШЛОМ КИНО ИНФОРМИРОВАЛО, ПРОСВЕЩАЛО, ВОСПИТЫВАЛО Источник: https://mr-info.ru/15477-vzlohmacheno-i-prazdnichno-v-dalekom-proshlom-kino-informirovalo-prosveschalo-vospityvalo.html // Магнитогорский рабочий. — .
41. ↑  Эйслер Х. / 1973—1982. — Музыкальная энциклопедия. — Советская энциклопедия, Советский композитор, М..
42. ↑  Скотт, 1991, Глава 3.
43. ↑  Галигузов, Чурилин, 1978, с. 30.